# Storia della California

Bandiera della California

Stemma della California

La California era abitata da più di tredicimila anni da numerose tribù di nativi americani, prima che gli esploratori europei la raggiungessero nel XVI secolo. Dimenticata durante il XVII secolo dagli spagnoli, non fu colonizzata che a partire dal 1765 sotto la spinta di Carlo III di Spagna. Questa colonizzazione poggiava su tre pilastri: le missioni, per convertire i nativi americani, i presidios, che assicuravano la difesa del territorio, e i pueblos, dove risiedevano i coloni. Fu in quest'epoca che i britannici e i francesi cominciarono a interessarsi alla California, seguiti dai russi all'inizio del XIX secolo.
In seguito all'indipendenza messicana, l'Alta California divenne uno Stato messicano, ma gli Stati Uniti si interessarono molto presto alla regione, tanto da annetterla dopo la guerra messico-statunitense, nel 1848, dando ai territori acquisiti il nome cessione messicana. La corsa all'oro portò più di duecentomila coloni nel nuovo territorio, e la parte occidentale divenne, a partire dal 1850, il 31º Stato dell'Unione. La California fu alleata dei nordisti durante la guerra di secessione e si sviluppò rapidamente grazie alle ferrovie. Questo sviluppo continuò ininterrotto per tutto il XX secolo, nonostante i problemi dell'approvvigionamento idrico e dell'inquinamento, che restano anche oggi di attualità, insieme ai problemi legati all'immigrazione e alle tensioni razziali.

## La dominazione amerinda

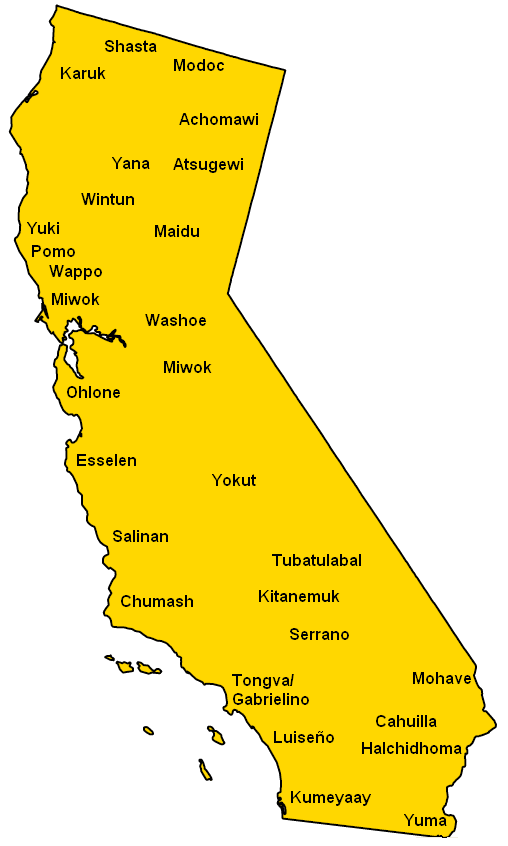
Cartina con le posizioni dei principali popoli e tribù amerindi

La geografia della California, ricca e varia, e il suo clima, di tipo mediterraneo, hanno permesso agli uomini di installarvisi a partire dalla Preistoria. Infatti, le risorse idriche sono abbondanti (l'Oceano Pacifico e i numerosi fiumi della regione) e il clima è temperato (estati secche, inverni miti). Tuttavia, gran parte della California è montagnosa, poiché confina con la Sierra Nevada, di cui il punto culminante è il Monte Whitney; essa possiede anche deserti molto caldi come la valle della Morte.
Poche cose si conoscono della preistoria californiana. I resti dell'Arlington Springs Man, ritrovati sull'isola di Santa Rosa (all'epoca isola Santa Rosae), situata a sud della California, indicano che la regione sia stata abitata almeno a partire dall'ultima glaciazione (glaciazione Würm), cioè da circa 13 000 anni (fine del paleolitico superiore). Si tratta del più antico scheletro umano ritrovato in tutto il Nord America.
Secondo gli antropologi, questa popolazione aborigena, discenderebbe dalle popolazioni più antiche provenienti dall'Asia attraverso la Siberia in Nord America quando i due continenti erano ancora uniti, verso la fine del Pleistocene attraverso un braccio di terra.
Gli amerindi erano divisi in numerose tribù sparse sul territorio, tra le quali i Chumash, i Maidu, i Miwok, i Modoc, i Mohave, gli Ohlone e i Tongva, oltre a un altro centinaio. Questi gruppi parlavano differenti lingue, come chimariko, esselen, karok, salinan, washo o yana. Il loro stile di vita era differente a seconda della posizione: sulla costa, per esempio, i Chumash vivevano di pesca e di raccolta di conchiglie a partire dal III millennio a.C., mentre nell'entroterra, gli Amerindi utilizzavano l'irrigazione e utilizzavano l'acqua per coltivare meloni, mais, fagioli e zucche.

## Il periodo della scoperta

### Alla ricerca dell'Eldorado

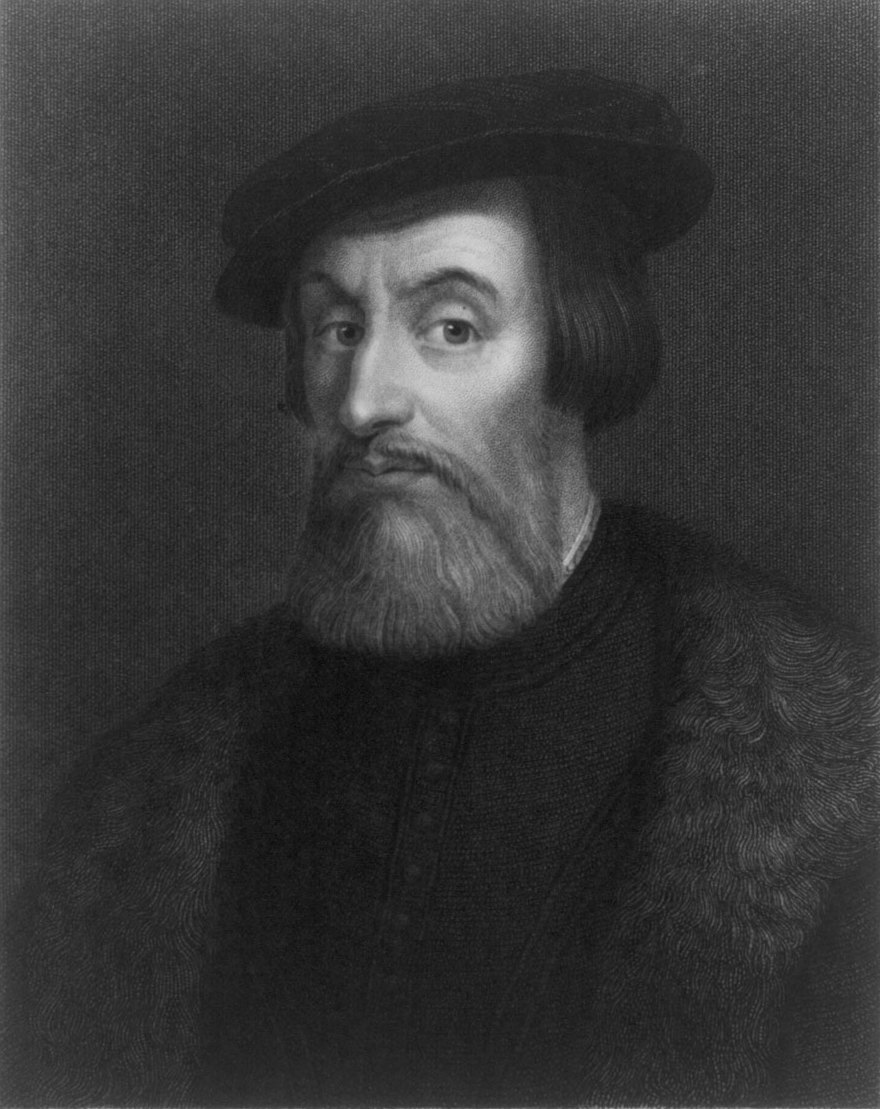
Hernán Cortés

Il XVI secolo è quello delle prime esplorazioni effettuate dagli europei sulla costa californiana. Intorno all'anno 1530, giunse all'orecchio di Nuño Beltrán de Guzmán, amministratore coloniale della Nuova Spagna, la notizia che le Sette Città di Cibola avevano delle strade lastricate d'oro e d'argento. Nello stesso periodo Hernán Cortés fu attirato da storie simili che descrivevano Ciguatan, una contrada meravigliosa, situata lontano a nord-ovest, che sarebbe stata popolata da Amazzoni e avrebbe posseduto una grande abbondanza d'oro, di perle e di pietre preziose. Poiché le due leggende erano simili e designavano uno stesso luogo, fu inviata una spedizione con la speranza di scoprire tale paese.
Questa, nel 1533, scopre una baia, probabilmente quella dell'attuale La Paz, ma è costretta a ripartire a causa delle difficoltà che si sarebbero presentate durante un'esplorazione di terre più lontane. Nel 1534 e 1535, Cortés condusse un'altra spedizione, senza tuttavia trovare il paese cercato. Il 3 maggio 1535 decide di nominare la regione scoperta Isola di Santa Cruz (che oggi sarebbe la penisola di Bassa California) e fonda la città che sarebbe divenuta La Paz.
Nel luglio 1539, le storie che avevano spinto l'esploratore all'avventura risorgono. Cortés invia Francisco de Ulloa con tre piccole navi a effettuare una nuova spedizione, che raggiunge l'estuario del fiume Colorado, gira intorno alla penisola e naviga fino all'Isla Cedros. È dopo questo viaggio che appare per la prima volta il nome "California", utilizzato per designare il nuovo territorio.

### In cerca di un passaggio per le Indie

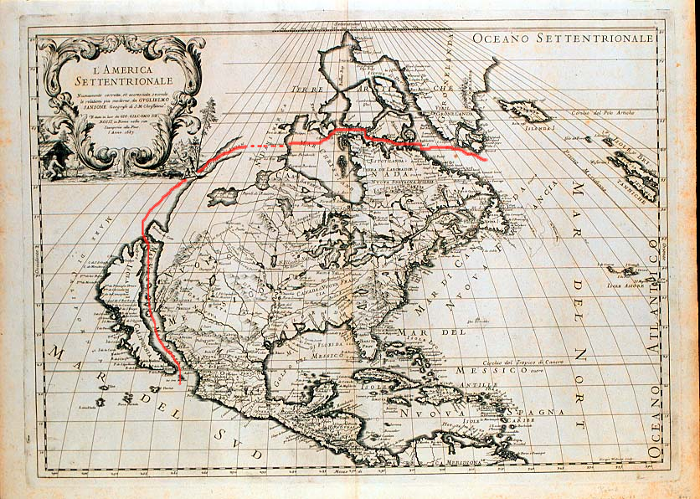
Itinerario di quello che si immaginava essere il passaggio

Altri esploratori, invece, cercarono in questa regione un mezzo per accedere più rapidamente all'Asia (era il motivo del viaggio di Cristoforo Colombo). A partire dal XVI secolo, galeoni spagnoli provenienti dalle Filippine seguivano le coste californiane per scendere poi verso Acapulco. Il portoghese João Rodrigues Cabrilho desiderava anche trovarci il mitico stretto di Anián: operando per la corona di Spagna, egli organizzò una spedizione di due imbarcazioni, il Victoria e il San Salvador che partirono dalla costa occidentale dell'odierno Messico, nel giugno 1542. Egli sbarcò il 28 settembre sulla baia di San Diego, rivendicando in nome della Spagna quella che credeva essere l'Isola di California
Seguendo la sua rotta, egli scoprì l'isola di San Miguel, una delle Channel Islands della California. Cercò inoltre di risalire più a nord per cercare di scoprire l'ipotetico passaggio, ma morì durante il viaggio, e il resto della spedizione fu guidata da Bartolomé Ferrelo, pilota della spedizione, che arrivò fino all'odierna frontiera tra la California e l'Oregon, nel tentativo esaudire l'ultimo desiderio di Cabrilho, di sapere che la costa sarebbe stata esplorata fino alla fine. Ferrelo dovette tuttavia tornare indietro quando una violenta tempesta danneggiò la nave e costò la vita a diversi membri dell'equipaggio. È durante questo viaggio, tuttavia, che furono descritti per la prima volta gli amerindi della California dagli europei e che l'Alta California fu scoperta.
In seguito, nel 1579, l'esploratore inglese Francis Drake, navigando lungo la costa californiana, scoprì il 17 giugno quello che descrisse come un meraviglioso porto naturale, dove sia la riparazione sia il riapprovvigionamento delle sue navi sarebbe stato possibile. Drake rivendica questa terra e la chiama Nova Albion in onore della regina Elisabetta I d'Inghilterra. A oggi, tuttavia, non è noto quale fosse tale porto, né l'estensione esatta delle terre rivendicate.

### Il XVII secolo

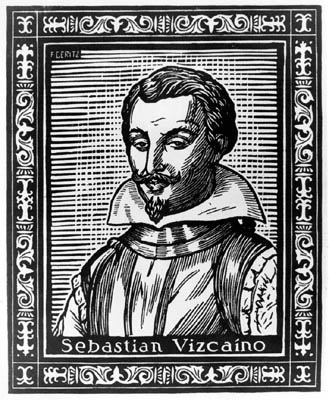
Sebastián Vizcaíno

Nel 1602, Sebastián Vizcaíno proseguì l'esplorazione della costa fino alla baia di Monterey, in cui arrivò il 16 dicembre, e tracciò uno schema dettagliato delle acque costiere californiane, che sarebbe stato utilizzato fino all'inizio del XIX secolo.. Egli rinominò numerosi luoghi già esplorati dagli Spagnoli nel secolo precedente. Altre spedizioni di minore importanza si succedettero: quelle di Tomás Cardova nel 1610 e 1636, di Francisco Ortega nel 1632 e 1636, di Luis Cestin de Cañas nel 1642, di Porter y Casanate nel 1644, di Bernal de Pinadero nel 1667, e quella d'Ysidro Otondo nel 1683.
Fino al XVIII secolo nessuna colonia fu stabilita in California. La Spagna preferiva concentrare la sua attenzione sul Messico, il Perù e le Filippine e se avesse preteso di controllare tutte le terre sulla costa dell'Oceano Pacifico, non ne avrebbe tratto realmente profitto, se non al livello delle diverse esplorazioni citate. Neanche le altre potenze coloniali considerarono la California un territorio interessante: ella era percepita come una regione selvaggia che a prima vista non possedeva che poche risorse, che non interessavano ai coloni. Inoltre, il suo accesso, sia per via terrestre sia per via marina era difficile per i mezzi dell'epoca. Si sarebbe dovuto attendere il secolo seguente affinché la California potesse apparire più attraente e accessibile.

## La dominazione spagnola

### La colonizzazione

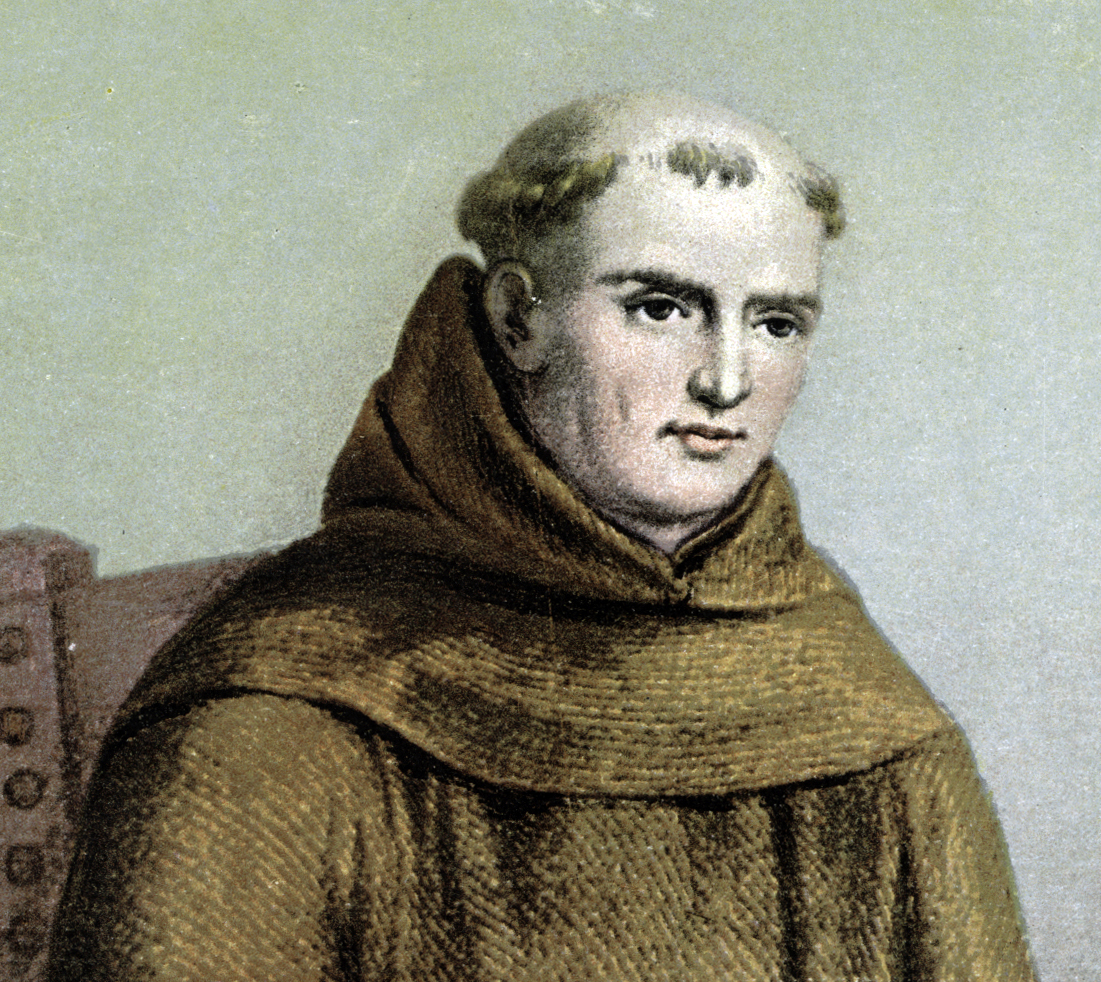
Junípero Serra

La minaccia di una incursione dei russi dall'Alaska e di una possibile concorrenza della Gran Bretagna spinse Carlo III di Spagna a organizzare una colonizzazione della California nel 1765. Tuttavia, l'impero coloniale spagnolo non aveva più i mezzi per procedere a uno sforzo così importante: furono quindi i monaci francescani, protetti da alcune truppe, a essere gli alfieri di questa colonizzazione. Tra il 1774 e il 1791, numerose spedizioni furono condotte per esplorare la regione nord-occidentale del Pacifico, ma il re decise di limitare l'azione spagnola non superando la California del Nord, a causa del costo troppo imponente di un progetto simile.
Nel maggio 1768, l'ispettore generale José de Gálvez organizzò una grande spedizione. il capitano Gaspar de Portolá si dichiarò volontario di dirigerla. La spedizione terrestre arrivò sul luogo dell'attuale San Diego il 29 giugno 1769 e vi stabilì il Presidio di San Diego. Desideroso di raggiungere la baia di Monterey, il gruppo avanzò verso nord il 14 luglio, muovendosi rapidamente, e arrivando all'attuale Los Angeles il 2 agosto, a Santa Barbara il 19 agosto, e all'estuario del fiume Salinas il 1º ottobre. Il 31 ottobre il gruppo raggiunse, per la prima volta, la baia di San Francisco, nonostante le navi spagnole avessero navigato lungo la costa per circa duecento anni, senza scoprirla. Il gruppo ritornò a San Diego nel 1770 e in seguito, dopo aver lasciato il capitano Pedro Fages responsabile del presidio, ritornò da Portolà al Messico verso San Blas il 19 giugno.
In seguito a questa spedizione, la colonizzazione sarebbe cominciata attraverso tre elementi: l'installazione delle missioni, dei "presidios" e dei "pueblos".

#### Le missioni
Junípero Serra, un francescano spagnolo d'origine maiorcana, fondò la catena delle missioni dell'Alta California con la Mission San Diego de Alcalá nel 1769 di cui la chiesa fu consacrata il 16 luglio. In seguito, durante lo stesso anno, egli proseguì da Portolà verso nord e raggiunse Monterey nel 1770, dove fondò una seconda missione, quella di San Carlos Borromeo.
Il 17 settembre 1776 una spedizione spagnola fondò un presidio (fortino) a San Francisco e il 9 ottobre la missione nuovamente costruita fu dedicata a San Francesco d'Assisi. Nel 1794 le nove missioni in California raggruppavano 4650 Indiani e 38 francescani. Il numero di missioni raggiunse quota 20 nel 1821.

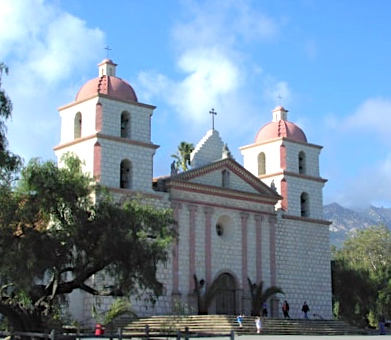
Missione Santa Barbara

Le missioni in California comprendevano una serie di avamposti religiosi stabiliti dai gesuiti, francescani e domenicani spagnoli, con lo scopo di estendere la dottrina cattolica tra gli amerindi locali, ma anche per fornire alla Spagna delle colonie e delle risorse. Le missioni introdussero nella regione l'industria e l'alimentazione europea. Esse erano solitamente piccole, con due preti e sei o otto soldati; erano costruite e mantenute dal lavoro degli Amerindi senza retribuzione; comprendevano dei quartieri per gli Amerindi, degli edifici agricoli, delle officine e una chiesa. Oltre al "presidio" (fortino reale) e al "pueblo" (città), la missione era uno dei tre pilastri della Spagna per ingrandire e consolidare le sue colonie.
Le differenti tribù indigene non reagirono tutte allo stesso modo all'arrivo delle missioni: alcune cooperarono attivamente con gli spagnoli, mentre altre diedero prova di resistenza, attivamente o passivamente. Il rifiuto di cooperare, la distruzione volontaria del materiale, persino la fuga, costituirono i loro metodi principali; i soldati spagnoli vi risposero in maniera severa. Tuttavia rivolte più importanti scoppiarono a più riprese. Così la prima missione fondata da Serra fu incendiata dagli Amerindi pochi mesi dopo la sua fondazione; nel 1775 la missione di San Diego fu attaccata e un francescano ucciso; infine, nel 1781, gli Yuma uccisero una trentina di soldati e quattro missionari: lo storico Kevin Starr descrive la situazione come "uno stato di guerra tra le colonie spagnole e la maggior parte degli Amerindi della regione". Come conseguenza diretta della colonizzazione, la popolazione dei nativi americani diminuì rapidamente a causa delle malattie: se nel 1769 in California si potevano registrare 300 000 Amerindi, nel 1821 non erano più di 200 000.

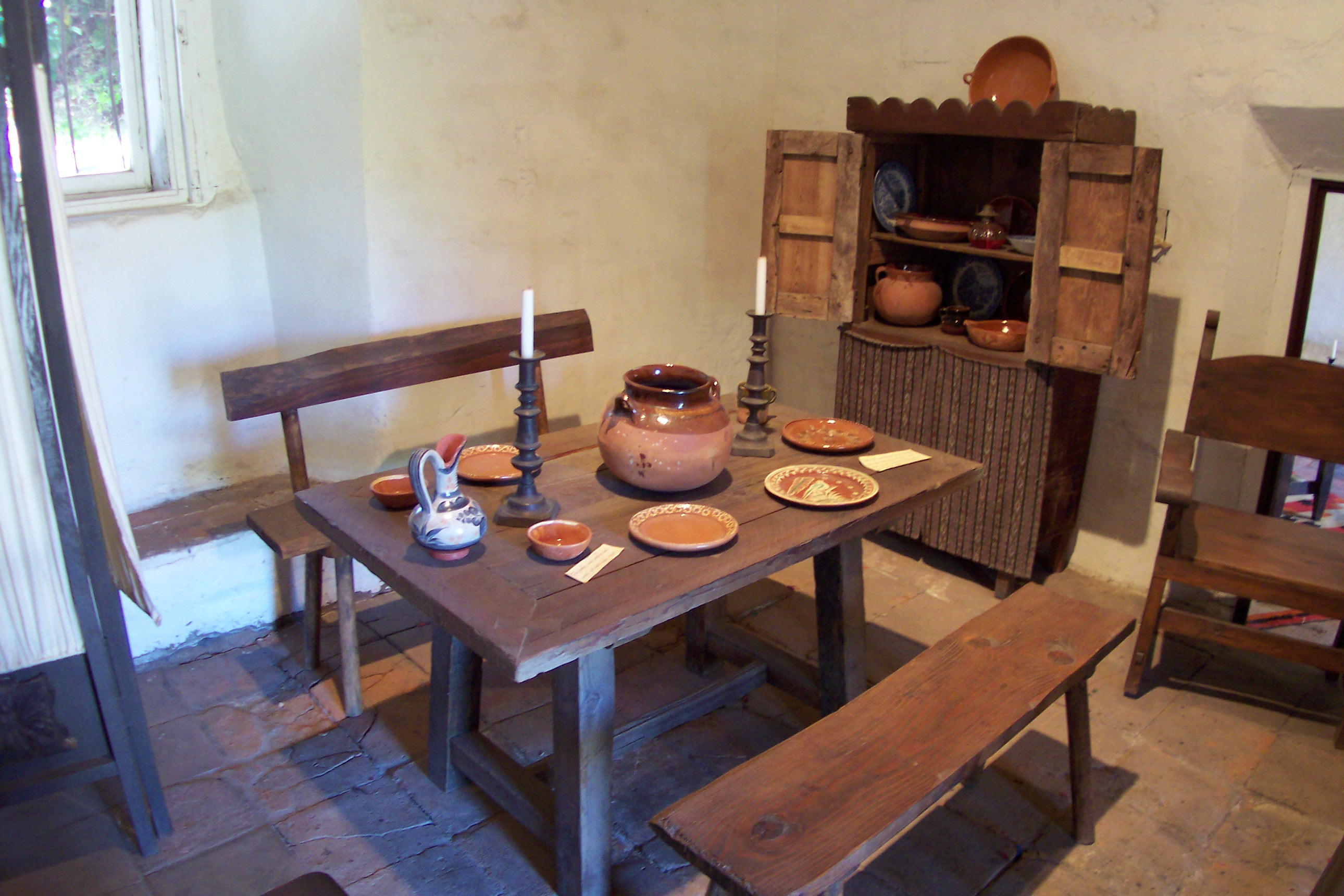
Missione San Juan Capistrano

Le opinioni riguardo all'impatto che le missioni ebbero sugli amerindi sono divergenti. il dibattito è tornato di attualità negli anni ottanta quando Giovanni Paolo II ha beatificato Serra.

#### I distretti militari e i presidios

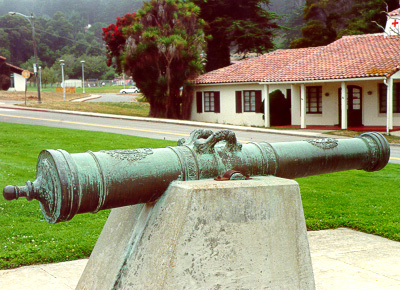
Presidio di San Francisco

Quattro « presidios » furono creati strategicamente lungo la costa californiana e servivano a proteggere le missioni e le altre installazioni spagnole. Ciascuno di queste quattro fortezze funzionava come una base operativa per una ragione specifica ed erano organizzate come segue:
- El Presidio de San Diego, fondato nel 1769, era responsabile della difesa di tutte le installazioni del primo distretto
- El Presidio de Santa Barbara, fondato nel 1782, era responsabile della difesa di tutte le installazioni del secondo distretto
- El Presidio de Monterey, fondato nel 1770, era responsabile della difesa di tutte le installazioni del terzo distretto.
- El Presidio de San Francisco, fondato nel 1776, era responsabile di tutte le installazioni del quarto distretto
- El Presidio de Sonoma, fondato nel 1836 da Mariano Guadalupe Vallejo come parte della strategia messicana con l'obiettivo di fermare l'avanzata russa nella regione

#### I pueblos
Parallelamente si svilupparono diverse città. La prima a essere fondata fu San José nel 1777. El Pueblo de Nuestra Señora la Reina de los Angeles del Río de Porciúncula (odierna Los Angeles) nacque nel 1781 e la terza comunità fu Villa de Branciforte nata nel 1797 (odierna Santa Cruz). Le città erano dirette da un alcalde (potere esecutivo e giudiziario) o sindaco, il cui potere era pressoché illimitato nel proprio pueblo, nonostante restasse sotto gli ordini del rappresentatnte militare del governatore, il comisionado. L'alcalde svolgeva le funzioni di presidente del consiglio della città o ayuntamiento, composto da regidores, e che svolge gli affari generali del pueblo.

### Influenze straniere

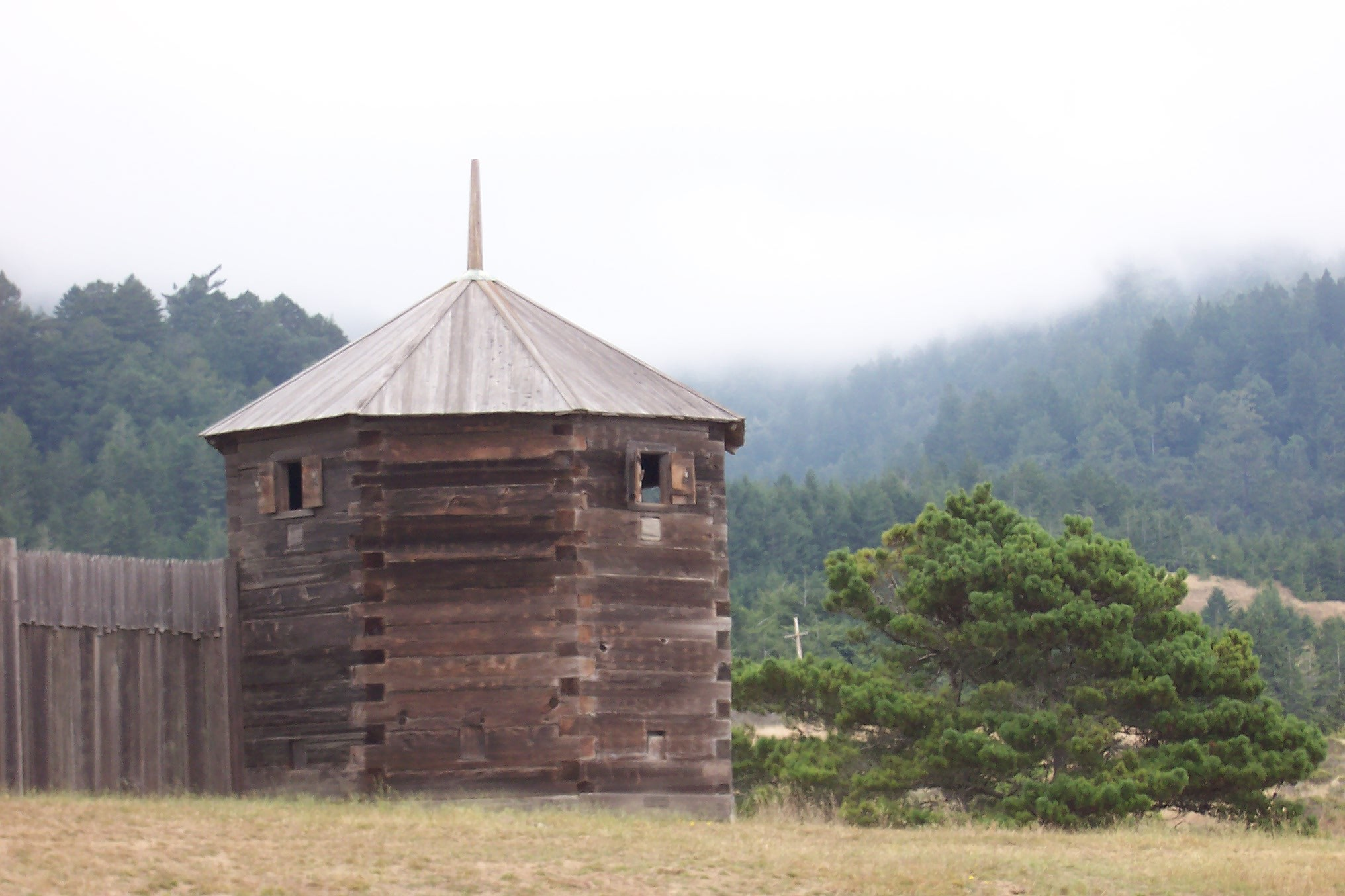
Uno degli edifici di Fort Ross

Il capitano britannico James Cook, nel 1778 a metà del cammino del suo terzo e ultimo viaggio di esplorazione, navigò lungo la costa occidentale dell'America del Nord, mappando il lato della California fino allo Stretto di Bering. La città di Yerba Buena (oggi conosciuto con il nome di San Francisco) fu fondata dall'esploratore britannico George Vancouver, che aveva fatto parte dell'equipaggio di Cook.
Anche i francesi si interessarono alla California. Infatti, nella seconda metà del XVIII secolo, i contatti tra i mercanti francesi e l'America del Sud si moltiplicarono e arrivarono presto alla California. Il primo Francese a metterci piede fu Jean-François de Galaup, conte di La Pérouse, che, nel 1786, condusse un gruppo di scienziati e artisti in un viaggio di esplorazione ordinato da Luigi XVI. Il gruppo fu accolto a Monterey e poté registrare numerose informazioni sul sistema delle missioni californiane, del territorio e dei suoi abitanti. Mercanti e missioni scientifiche francesi arrivarono nei decenni seguenti.
All'inizio degli anni 1800, dei mercanti di pellicce dell'Impero russo, che si era già impossessato dell'Alaska, esplorarono brevemente la costa californiana e installarono basi commerciali fino all'odierna contea di Sonoma. Essi cacciarono lontre per le loro pelli fino alle Channel Islands, poiché il numero di foche e di lontre in Alaska cominciava a diminuire fortemente. Una delle loro basi più note fu Fort Ross, costruita nel 1812, dove arrivarono anche intellettuali e naturalisti dell'Accademia imperiale delle scienze per studiare la California.
Poiché gli spagnoli vedevano una concorrenza e una minaccia nell'arrivo dei russi, fu vietato ogni commercio con essi, anche se il contrabbando non rispettò tale principio. Quando il conte Rezanov, un nobile russo che dirigeva una nave commerciale, abbandonò il presidio di San Francisco, fu dopo aver domandato la mano di sua figlia al comandante spagnolo, nell'intento di migliorare i negoziati. la morte prematura di Rezanov in Siberia impedì il matrimonio e i russi non avanzarono più in seguito: essi abbandonarono il territorio il 1º gennaio 1842.

## Gli sconvolgimenti del XIX secolo
Nel primo quarto del XIX secolo continuò la lenta colonizzazione della costa californiana. Nel 1820 l'influenza spagnola si estendeva da sud a nord, da San Diego al nord della baia di San Francisco. I coloni si erano impadroniti di fasce costiere larghe da 40 a 80 km, oltre le quali vivevano circa 200 000 amerindi lontano dal potere spagnolo. Nel 1819, la firma del trattato d'Adams-Onís rese il 42º parallelo la frontiera settentrionale della California, che da allora non è più cambiata. Tuttavia, il XIX secolo è stato la cornice di grandi sconvolgimenti nella regione, che hanno elevato questa provincia spagnola poco popolata al rango di Stato americano celebre e popoloso.

### La California messicana

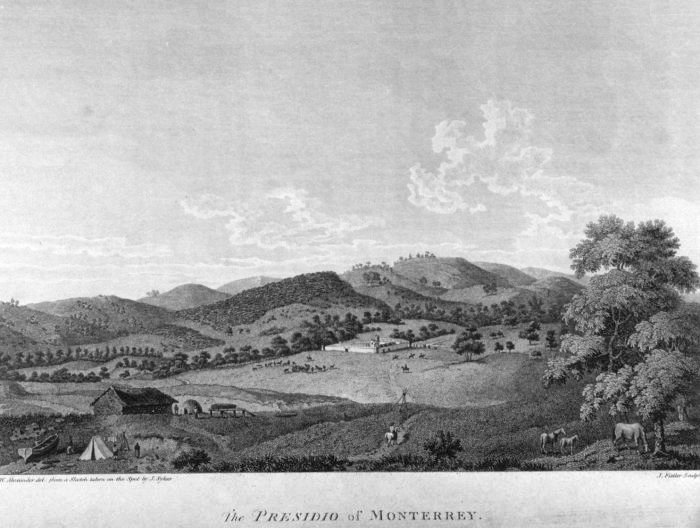
Presidio di Monterey, XVIII secolo

Benché fosse una regione situata al di fuori delle frontiere della Nuova Spagna, nel 1821 l'Alta California divenne uno Stato del Messico. La popolazione di circa 3200 coloni era scarsa, se paragonata a quella degli altri Stati del Paese. Questa si concentrava soprattutto sul litorale sud-occidentale, tra Los Angeles e San Diego.
Poiché non erano auto-sufficienti, le missioni non ricevevano più sostegno dalla guerra d'indipendenza del Messico del 1811, e i convertiti venivano lasciati al proprio destino. Nel 1832, il Messico ordinò lo scioglimento delle missioni e la suddivisione delle loro terre, che andarono più spesso ai coloni che agli Amerindi. La vendita di questi vasti territori, chiamati ranchos, al tempo giudicati inabitabili, interessò dei nuovi coloni. Questi possedimenti furono spesso utilizzati per l'allevamento del bestiame da parte dei rancheros, che venivano spesso aiutati dagli amerindi convertiti dalle missioni. Si formò allora un'élite tra questi rancheros, che assunse rapidamente importanza in capo alla provincia messicana.
In questo periodo l'Alta California era controllata da un governatore scelto tra i dirigenti federali del Messico. la politica messicana era quella di dare autonomia limitata alla provincia. Perciò un organo legislativo, chiamato disputación, si riuniva a Monterey, ma i suoi poteri reali erano molto limitati.
Questo stato delle cose era mal visto dai californiani, il cui malcontento apparve attraverso la rivolta del presidio di Monterey del 1831 contro il governatore José Maria Echeandia inviato nel 1825. La colonia entrò in dissidenza e il nuovo governatore messicano Manuel Victoria inviato in seguito fu respinto da tutti, comprese le grandi famiglie che avevano fino a quel momento sostenuto il regime. Nel novembre 1831, un'insurrezione guidata dai nobili s'impossessò provvisoriamente di Los Angeles e San Diego così come la "rivoluzione" guidata da Juan Bautista Alvarado nel 1836. Costui prese il controllo della capitale, Monterey, e fece deportare la maggior parte degli ufficiali, mentre proclamava l'indipendenza e la sovranità della California. Tuttavia, non rifiutò il posto di governatore offerto dal Messico nel 1837, episodio che pose termine a questo periodo di relativa indipendenza. Nel 1842, Alvarado, odiato dalla popolazione a causa del suo comportamento dispotico, fu destituito e fece del generale Michel Torena il nuovo governatore, che non tardò a comportarsi come il proprio predecessore. Nella primavera del 1846, gli abitanti della California del Nord si ribellarono nuovamente e piazzarono Don José Castro, di origine californiana, a capo del Paese.

#### Una regione ambita dallo straniero

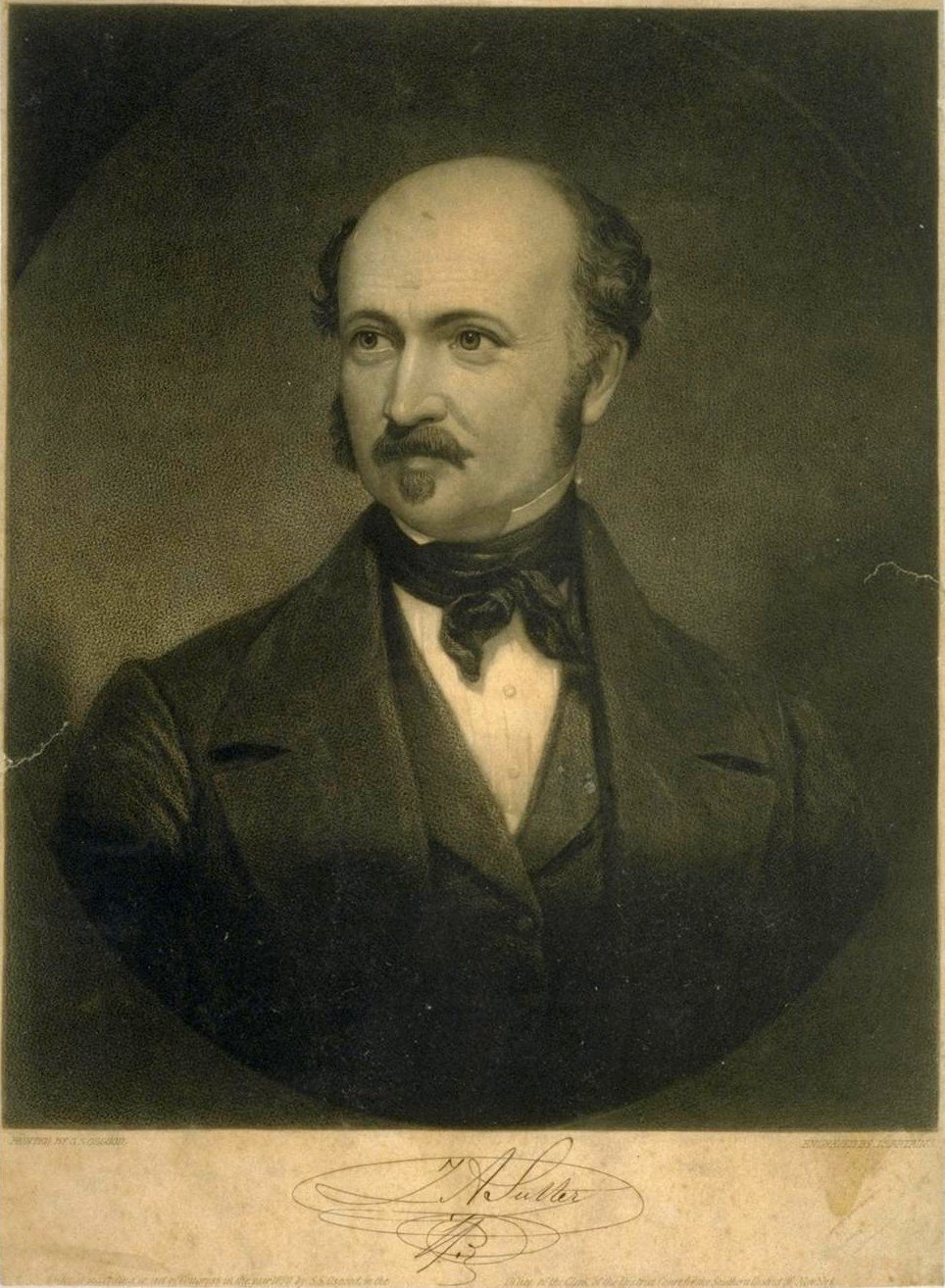
Johann August Sutter

Il francese Eugène Duflot de Mofras, dopo aver diretto agli inizi degli anni 1840 un'importante spedizione scientifica in California, pubblicò nel 1844 un libro che descriveva la regione. In quest'epoca si indebolì la dominazione messicana, al punto che il capitano Joseph de Rosamel scrisse
(Joseph de Rosamel)
 Infatti, nel 1846, la popolazione spagnola della regione era di sole 4 000 persone, concentrate soprattutto nei grandi ranch del sud. Circa 1300 americani e un gruppo misto di circa 500 europei erano sparsi tra Monterey e Sacramento. Inoltre, dall'inizio degli anni 1820, cacciatori e viaggiatori franco-canadesi, tra i quali Louis Pichette e Michel Laframboise, viaggiavano per la Compagnia della Baia di Hudson, percorrendo la regione in cerca di pelli di castoro, lontra e orso. Essi tracciarono la futura pista della California, che termina il proprio percorso a French Camp. In seguito, anche americani e britannici cominciarono a entrare in California per cacciare castori. Utilizzando pista Siskiyou, la vecchia pista commerciale spagnola, e, più tardi, la pista della California, arrivavano nella provincia e vi si trasferivano spesso senza l'approvazione delle autorità messicane o a loro insaputa. Nel 1841, il generale Vallejo scrisse al governatore Avarado che non vi erano dubbi circa la volontà della Francia di conquistare la California. I problemi del governo francese impedivano tuttavia di esaudire tale volontà.
In un periodo di disaccordo con i messicani, il francofilo John Sutter minacciò di far innalzare la bandiera francese sulla California, ed egli stesso, insieme alla sua colonia Nueva Helvetia, si mise sotto la protezione francese. Nel 1845 il vice-console francese della California, Louis Gasquet, consigliò vivamente al governo francese d'inviare forze navali. Mentre le truppe americane occupavano Monterey, egli creò un incidente diplomatico rifiutando di riconoscere il nuovo governo. Durante i 51 giorni dei suoi arresti domiciliari, continuò a sperare che la Francia intervenisse, ma ciò non avvenne. Infine, furono gli Stati Uniti a procedere alla conquista della California.

### La conquista americana del 1846

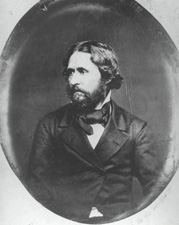
John Charles Frémont

Quando la guerra messico-statunitense fu dichiarata, il 13 maggio 1846, la notizia non arrivò in California che due mesi più tardi (metà luglio del 1846). Il console americano di Monterey, Thomas O. Larkin, dopo aver sentito le notizie della dichiarazione di guerra, tentò di salvaguardare la pace tra gli Americani e la piccola guarnigione messicana comandata da José Castro. L'esploratore, soldato e cartografo americano John Charles Frémont stava arrivando in California nel dicembre 1845 con una sessantina di uomini ben armati, e si diresse verso l'Oregon quando fu raggiunto dalla notizia dell'imminenza della guerra contro il Messico. Avendo sentito indiscrezioni secondo le quali le autorità messicane volevano arrestare tutti gli americani, 30 coloni si rivoltarono e s'impossessarono della guarnigione di Sonoma e issarono la Bear Flag della Repubblica della California il 15 giugno 1846. Il 23 giugno Frémont arrivò con le sue truppe e assunse il comando delle due forze.
Il Commodoro John Drake Sloat ordinò a quel momento alle sue forze navali di occupare Yerba Buena (San Francisco) il 7 luglio 1846 e di installarvici un drappello americano. Il 15 Sloat cedette il comando a Robert Field Stockton, capo più aggressivo. Il 19 luglio la guerra fu ufficialmente dichiarata e le forze americane presero rapidamente il controllo della California in pochi giorni.
Il governatore messicano fuggì da Los Angeles e quando le forze di Stockton entrarono in città, il 13 agosto 1846, la conquista della California sembrava completata senza esser costata molte vite. Stockton, tuttavia, lasciò troppi pochi uomini nella città, e i californiani, di propria iniziativa e senza l'aiuto del Messico, forzarono la guarnigione a ritirarsi alla fine del mese di settembre. I rinforzi inviati da Stockton furono respinti durante una piccola battaglia a San Pedro.
Infine le forze di Stockton e del generale Stephen Watts Kearny entrarono a Los Angeles senza resistenza il 10 gennaio 1847. Tre giorni più tardi, la Capitolazione di Cahuenga mise fine alla rivolta californiana.
Attraverso il trattato di Guadalupe Hidalgo, firmato il 2 febbraio 1848, i messicani dovettero cedere agli Stati Uniti un vasto territorio (designato come cessione messicana) di cui faceva parte anche la California.

### La corsa all'oro

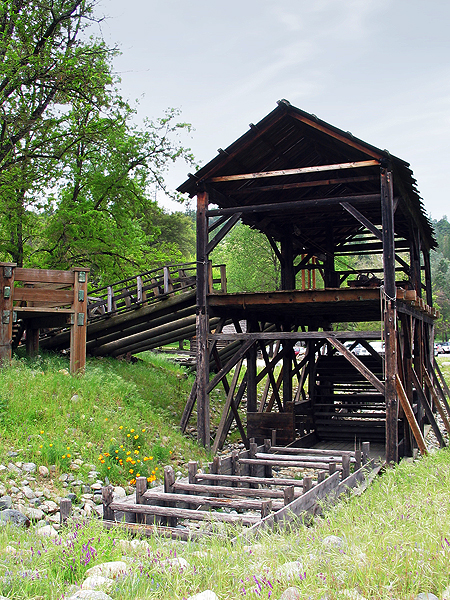
Sutter’s Mill

A circa 64 km a est di Sacramento tra le montagne vicino alla città di Coloma: fu l'inizio della corsa all'oro. John Sutter era uno dei coloni con doppia nazionalità tedesca e svizzera, che aveva colonizzato la regione del fiume Sacramento e di Sutter Creek. Il suo falegname James W. Marshall, fu colui che scoprì l'oro il 24 gennaio 1848. Nonostante Sutter non volesse che la notizia si diffondesse, voci cominciarono a circolare rapidamente, e furono confermate in marzo dal mercante e venditore di giornali Samuel Brannan, a San Francisco. Il 19 agosto 1848, il New York Herald fu il primo giornale della costa orientale a confermare la notizia. Il 5 dicembre dello stesso anno, fu il Presidente degli Stati Uniti d'America in persona, James Polk ad annunciarlo davanti al congresso.

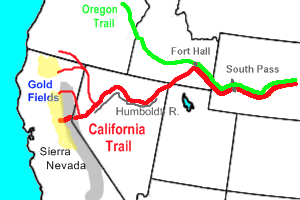
Sentiero del California Trail durante la corsa all'oro

Numerosi emigranti affluirono allora in California, soprattutto dal resto degli Stati Uniti, ma anche degli europei (francesi, britannici, italiani e tedeschi) che arrivarono verso la fine dell'anno, dopo la primavera dei popoli. Si stima che nel 1849 arrivarono circa 90 000 persone, alle quali sarebbe stato dato il nome di Forty-Niners. I minatori francesi furono soprannominati i keskydees dagli anglofoni, poiché la maggior parte di essi, credendo di poter ritornare rapidamente a casa, non impararono l'inglese ed erano spesso accompagnati da interpreti ai quali domandavano in continuazione: « Qu'est-ce qu'il dit? » (lett: « Che cosa dice? »). nel 1848 e 1849, 76 tonnellate d'oro furono estratte in California
La maggior parte arrivarono nella regione sia dopo un lungo e faticoso viaggio terrestre (attraverso il sentiero California Trail), sia al termine di una crociera che effettuava il giro completo del continente e passava per capo Horn (circa 16 000 km). Si stima che il numero di persone arrivate sia stato di circa 250 000, rendendola la più grande migrazione di massa della storia americana. Essa ha condotto alla California una popolazione importante mentre era prima impossibile fare della regione uno Stato degli Stati Uniti, a causa dell'esiguo numero di abitanti.

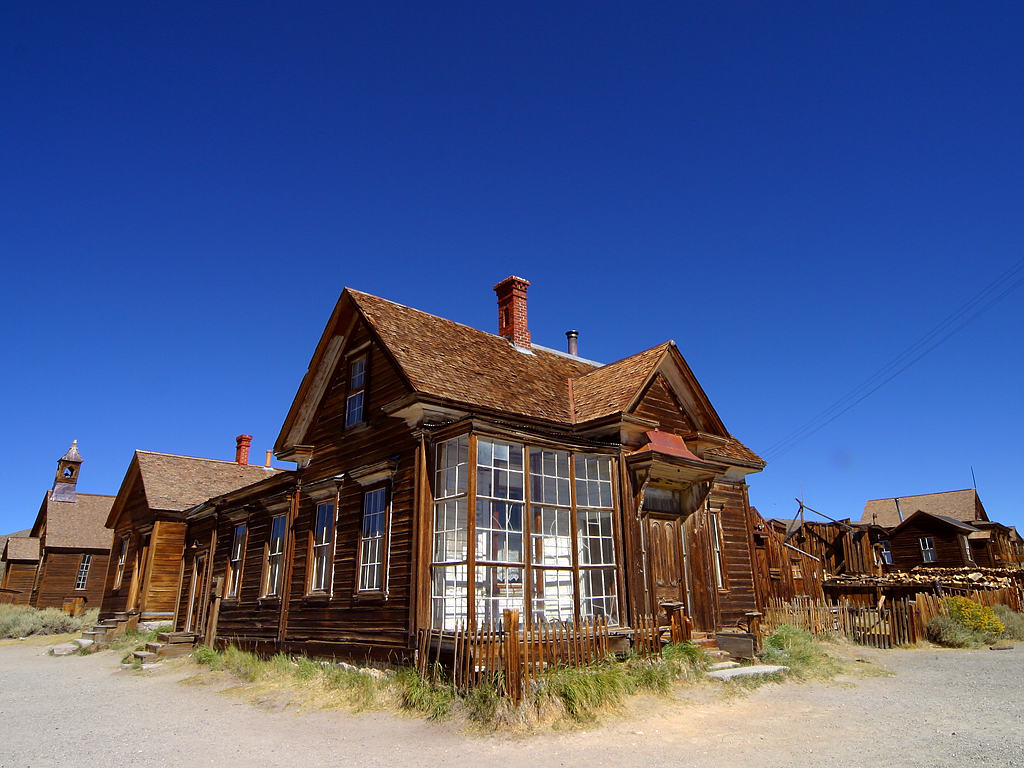
Bodie, una città fantasma, abbandonata dopo la corsa all'oro

I mercanti che rifornivano i minatori si stabilirono nelle città, tra cui Sacramento, San Francisco e molte che comparvero per l'occasione, situate lungo quella che oggi è la State Highway 49. Dopo un breve periodo durante il quale San Francisco sembrò essere poco più che una città fantasma, mentre tutti i minatori immigrati si trovavano nelle regioni del nord, questa cominciò rapidamente il proprio sviluppo accogliendo i banchieri che finanziavano la ricerca aurifera. Tra il 1848 e il 1850, la sua popolazione passò da 1 000 a 20 000 abitanti permanenti. Stockton e Sacramento, nel frattempo, si svilupparono in maniera simile.
Si considera che la fine della Corsa all'oro ebbe luogo nel 1858 e che solamente una percentuale compresa tra il 10% e il 20% delle riserve aurifere californiane siano state sfruttate durante quel periodo. La corsa fece aumentare la pressione che pesava già sui Nativi Americani: i minatori forzarono tribù intere ad abbandonare le terre ricche d'oro o li arruolarono per scavare. Alcuni villaggi furono anche attaccati dall'esercito e da milizie volontarie. Numerosi gruppi risposero agli assalti: i Miwok e gli Yokut della Sierra Nevada e della Valle di San Joaquin condussero assalti contro i proprietari di colonie nel 1850 e 1851. Questa guerra, chiamata guerra di Mariposa, finì nondimeno per rallentare e per estinguersi nel 1860, mentre la malattia, la carestia e la violenza avevano ridotto la popolazione dei Nativi Americani a circa 35 000 persone. Numerose tribù sparirono, per esempio quella degli Yana, di cui l'ultimo rappresentante, Ishi, sarebbe morto nel 1916.

### Gli inizi difficili del nuovo stato

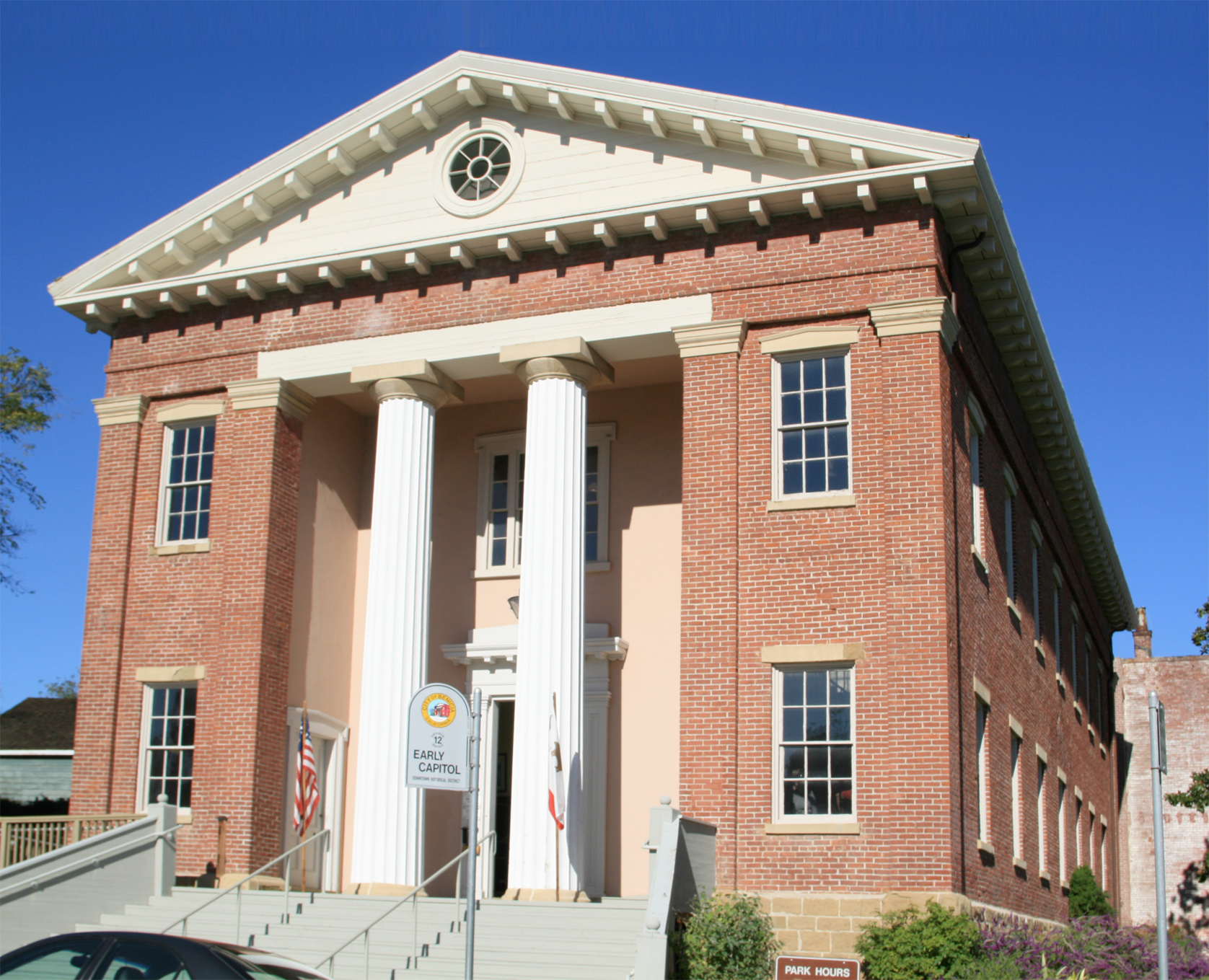
Il terzo palazzo del governo californiano a Benicia

Prima che la California fosse ufficialmente ammessa nell'Unione, occupava una posizione ambigua in campo politico. Si era autoeletta repubblica libera, quando in realtà era stata controllata da un governatore in tutto questo periodo. A dire la verità, non era né una repubblica, né un distretto militare e neanche un territorio federale. Bennett Riley, l'ultimo governatore militare, organizzò una convenzione costituzionale nel 1849 a Monterey. I 48 delegati erano per lo più coloni arrivati prima del 1846, di cui 8 erano i cosiddetti "Californios". La Convenzione decise all'unanimità di abolire la schiavitù, mise a punto un governo temporaneo allo scopo di guidare la regione per dieci mesi e redasse la prima Costituzione della California. Finalmente, il 9 settembre 1850, la California raggiunse gli Stati Uniti in qualità di Stato libero, grazie al compromesso del 1850, solo due anni dopo la fine della guerra contro il Messico. L'unità dello Stato era comunque lontana: nelle regioni poco popolate della California del Sud alcuni abitanti volevano essere separati dalla California del Nord. Di conseguenza, regnò nello Stato una forma di instabilità fino all'inizio del 1860. In effetti, l'enorme aumento della popolazione complicò innanzitutto l'amministrazione; inoltre costrinse a una scelta troppo rapida per una capitale, ossia dove stabilire il governo, cosa che portò a numerosi spostamenti successivi.

#### Scelta di una capitale e organizzazione dello Stato
San José fu la prima città a esser scelta come capitale: se essa rappresentava un simbolo essendo stata la prima città fondata in California, tuttavia essa non possedeva le infrastrutture necessarie per divenire una vera capitale e il malcontento crebbe quando l'accesso alla città divenne difficile in inverno a causa del cattivo stato delle strade. Un anziano generale e Senatore dello Stato, Mariano Guadalupe Vallejo, offrì delle terre situate nel luogo della futura città di Vallejo per farne la nuova capitale. La Legislatura vi si riunì per una settimana nel 1852, poi per un mese nel 1853, ma la stessa situazione si ripeté: il luogo non poteva accogliere il governo. La capitale fu dunque molto in fretta spostata nei pressi della piccola città di Benicia, in prossimità della baia di San Francisco, dove fu costruito un Campidoglio in stile americano antico. Nonostante fosse situata in una posizione strategica tra il territorio della corsa all'oro e San Francisco, porto principale della regione, la località era considerata inadatta per future espansioni. La capitale fu conseguentemente spostata di nuovo, questa volta nelle terre più interne, a Sacramento, località dove è ancora oggi situata: vi si costruì, a partire dal 1860, un Campidoglio neoclassico, ambizioso per il giovane stato ancora poco popolato; questo simbolo di potere accolse la legislatura dello Stato di California e l'ufficio del governatore della California.
La California si dotò rapidamente di istituzioni e si organizzò politicamente e amministrativamente. Il 4 gennaio 1850, il comitato costituzionale di California raccomandò la creazione di 18 contee: Benicia, Butte, Fremont, contea di Los Angeles, Mariposa, Monterey, Mount Diablo, Oro, Redding, Sacramento, San Diego, San Francisco, San Joaquin, San Jose, San Luis Obispo, Santa Barbara, Sonoma, e Sutter. Le contee furono in seguito modificate a riprese multiple, fino ad arrivare alle 58 contee attuali. Come divisioni territoriali con poteri a livello locale, esse permisero una migliore gestione del territorio. Lo Stato istituì un sistema scolastico, fondando un primo istituto di formazione a San Francisco nel 1862, un secondo a San José nel 1870 e fondando parallelamente l'Università della California nel 1868.

#### Comitati di vigilanza e sentimenti anti-immigrazione

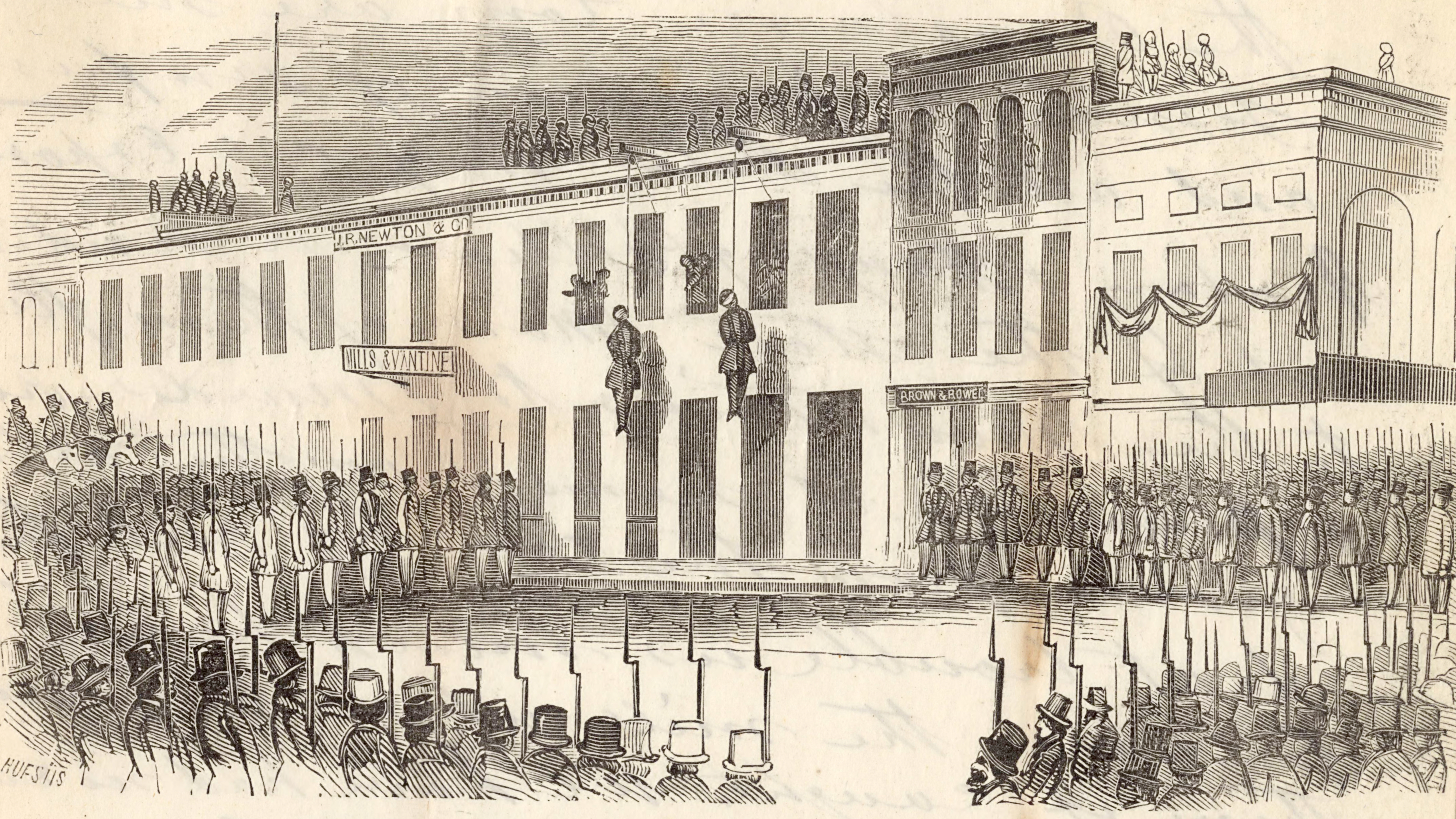
Linciaggio di Charles Cora e di James Casey dal Committee of Vigilance di San Francisco

Inoltre, per quanto riguarda la legge e l'ordine, l'anarchia sembrava avere la meglio sullo Stato. Nel 1851 e nel 1856 si assistette all'ascesa al potere dei cosiddetti Committees of Vigilance, gruppi che approfittando dell'assenza di autorità - in particolare della debolezza o della totale assenza delle forze di polizia - e dell'instabilità del governo imponevano la propria legge. Questi comitati, che sostenevano che il governo fosse minato dalla corruzione, decidevano di farsi giustizia da soli punendo i criminali, ma cercavano ugualmente spesso di espellere gli immigrati, soprattutto Irlandesi, che subirono numerosi linciaggi. Sebbene questi comitati, molto attivi a San Francisco, sparirono subito dopo il 1856 con la stabilizzazione dello Stato, i sentimenti anti-immigrazione e la discriminazione resistettero ancora per molto tempo.
Una legge votata dal Congresso federale nel 1851 pose fine a un'altra situazione delicata: numerosi immigrati si erano stabiliti nei ranchos, contro il volere dei loro ricchi proprietari. La legge aveva come scopo quello di verificare la validità dei titoli terrieri dei rancheros, dopodiché gli occupanti potevano essere cacciati via legalmente. Tuttavia, il processo durava mediamente 17 anni e nessuna proprietà veniva riconosciuta, cosa che fece perdere alla maggior parte dei rancheros una grande fetta dei propri guadagni. Questa antica élite messicana, alla quale era stato giurato dopo la conquista americana di non sottrarre le terre, perdette così il predominio sulla California a beneficio degli immigrati e dei loro discendenti.

#### La California durante la guerra di secessione

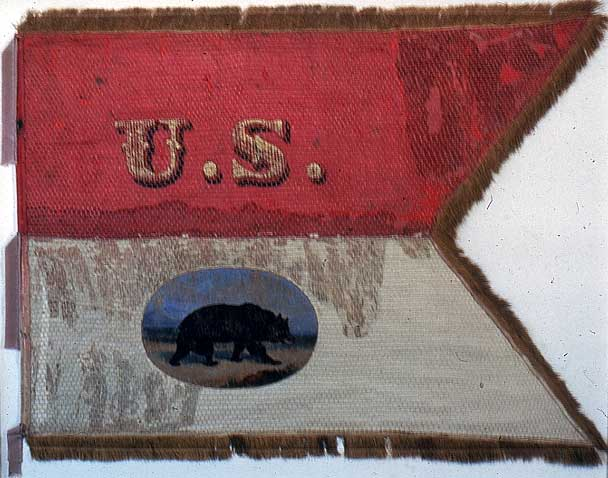
Bandiera della Company Guidon, Company A

Soltanto una decina d'anni dopo la sua formazione, lo Stato dovette confrontarsi con la guerra di secessione, che divideva il resto degli Stati Uniti. Il ruolo della California in questo conflitto è uno dei campi meno documentati della storia degli Stati Uniti e della California. Ciò che diamo per certo è che ha avuto un ruolo marginale nel conflitto e che somigliava a quell'epoca a una sorta di microcosmo in confronto alla totalità del paese, poiché rappresentava sia il Nord sia il Sud. La California, infatti, è stata innanzitutto colonizzata dagli agricoltori del Sud e del Mid-West, che sostenevano un governo decentrato e l'estensione dei diritti accordati allo Stato. Tuttavia, una minoranza di capitalisti venuti dal nord-est occupava un ruolo di grande importanza nella politica e nelle finanze dello Stato. Dopo la secessione del territorio dell'Arizona e il suo ingresso nella Confederazione, sembra che anche la California del sud si apprestasse a fare la secessione, cosa che però non si è verificata.
In totale, 88 battaglie di diversa importanza si sono svolte in California, la maggior parte con lo scopo di prelevare dell'oro per la Confederazione. La California fornì all'Unione circa 15 000 soldati volontari, di cui pochi furono impiegati nei conflitti maggiori della guerra di secessione, ma contribuì tanto quanto gli altri Stati alle spese della guerra.

### L'accelerazione dello sviluppo e i problemi connessi

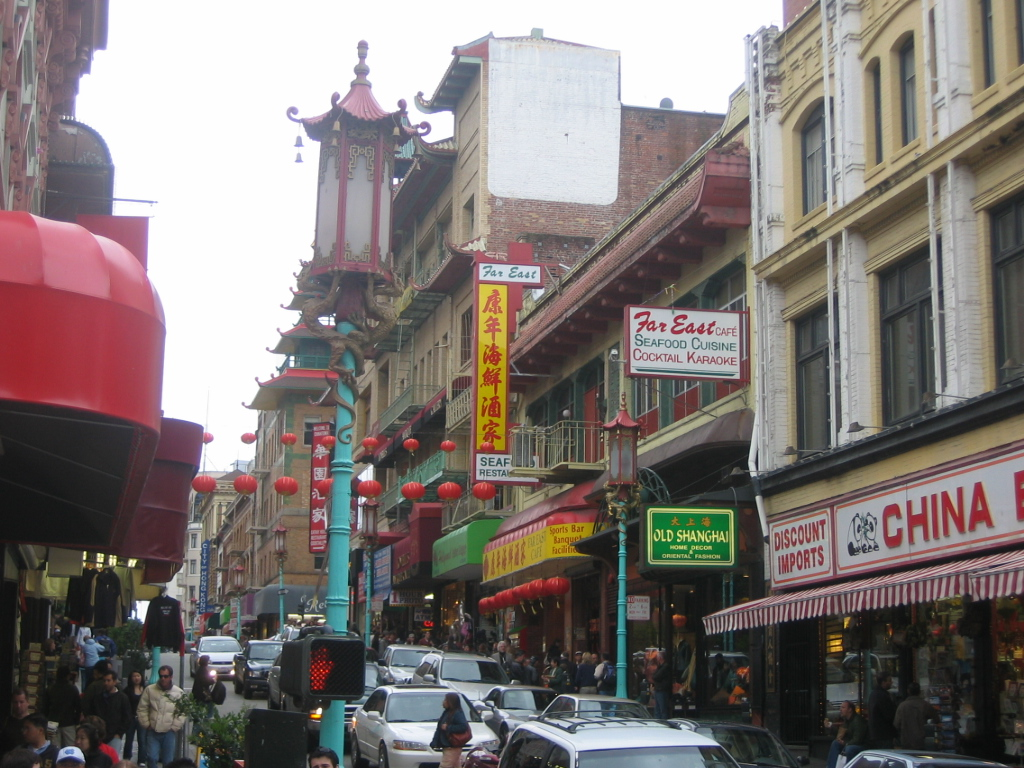
La Chinatown di San Francisco

Dopo la fine della guerra nel 1865, la California continuò a svilupparsi. I piccoli lavoratori indipendenti vennero largamente sostituiti dalle grandi corporazioni delle miniere. Numerosi lavoratori vennero rimandati perché al loro posto venivano reclutati dalle compagnie molti immigrati cinesi: i « coolies », che hanno realizzato gran parte dei lavori sulle ferrovie. Nel 1859, circa 35 000 cinesi si sono stabiliti in California; nel 1880, erano 75135. Gli operai disoccupati di origine americana si ribellavano quando perdono il loro impiego, mentre i cinesi manifestavano il proprio malcontento nei confronti del cattivo trattamento che erano costretti a subire, sia da parte dei loro datori di lavoro, sia da parte degli altri californiani. Dal 1850 al 1900, il sentimento anti-immigrazione diede origine a numerose leggi che sono rimaste in vigore fino alla metà del XX secolo. Così, nel 1868, il trattato di Burlingame limitava l'immigrazione cinese. Ma l'episodio più significativo di quest'epoca fu probabilmente la redazione e la ratifica di una nuova costituzione dello Stato nel 1879. Lobby come il Workingmen's Party di Deanis Kearney furono gli iniziatori dell'articolo XIX, sezione 4, che attribuiva a tutte le città californiane e alle contee il potere di espellere i cinesi o perlomeno di limitare i luoghi in cui potevano risiedere. Questo articolo votato nel 1882 persisterà fino al 1952 e porterà all'Atto di Esclusione dei Cinesi del 1882. La California fece anche approvare delle leggi che impedivano agli stranieri, in particolar modo agli asiatici, di ottenere un titolo terriero, in linea con l'Alien Land Act del 1913.

#### La rivoluzione ferroviaria

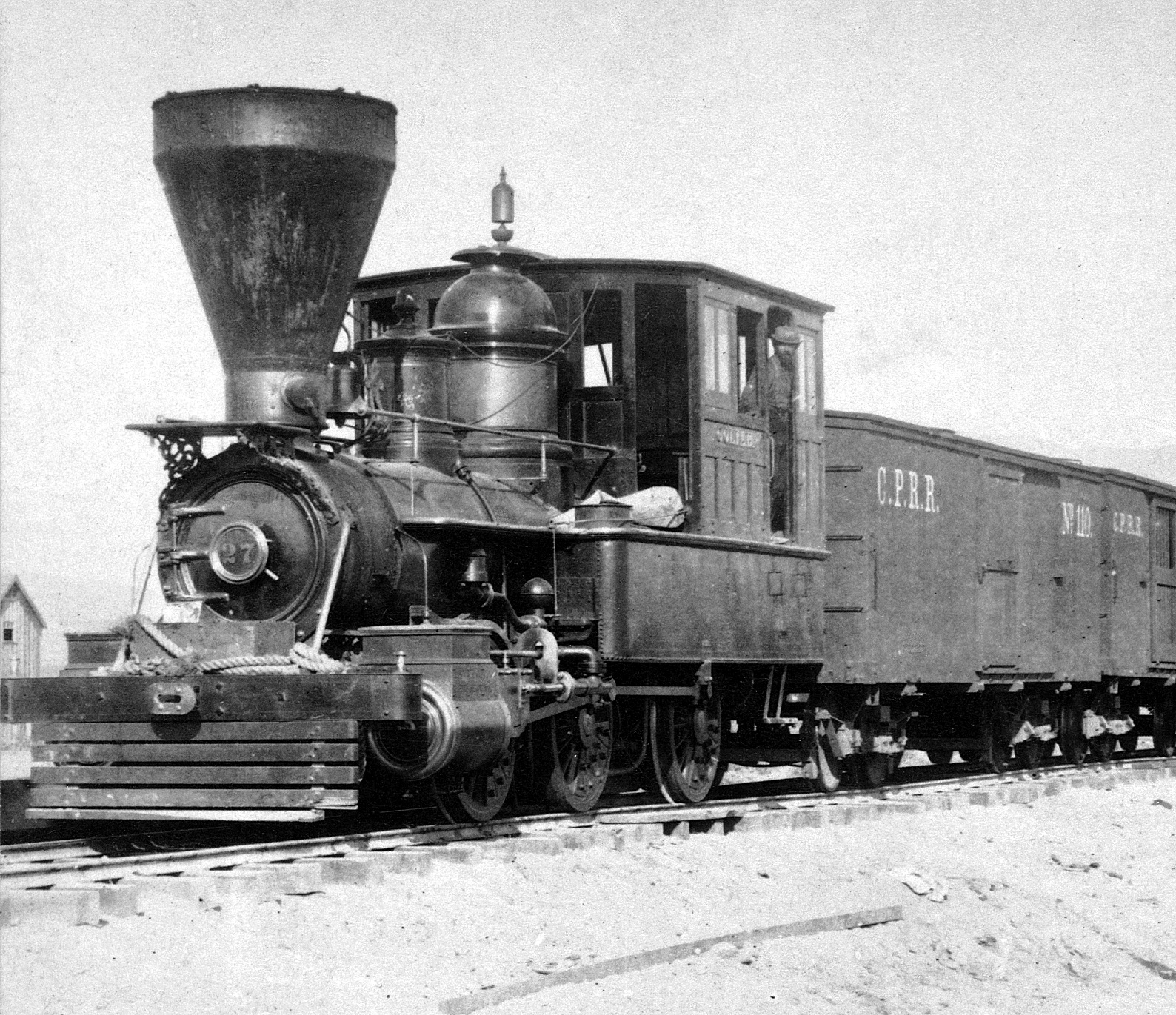
Una locomotiva Goliah della compagnia Central Pacific

Prima dell'arrivo della ferrovia, la California era isolata rispetto agli altri stati, nonostante i tentativi del Pony Express, dall'impatto minimo, e l'introduzione di carovane di cammelli che attraversavano i deserti del sud-ovest. Dopo la guerra di secessione, la costruzione della prima ferrovia transcontinentale nel 1869 contribuì enormemente al rapido sviluppo dello Stato. I direttori delle compagnie si arricchirono velocemente e costituirono una nuova élite che partecipò attivamente alla vita californiana. I principali, soprannominati « Big Four », furono Charles Crocker, Leland Stanford, Mark Hopkins e Collis Huntington. L'agricoltura si sviluppò: dal 1870 al 1880, la California era al primo posto degli Stati produttori di grano. Tutte le altre industrie, tra cui il turismo, approfittarono dell'arrivo dei treni e dell'apertura del canale di Panama che avvicinava la California all'Europa, anche se la fine dei lavori fu seguita da un periodo di depressione. Le linee si moltiplicarono all'interno dello Stato, soprattutto per collegare le grandi città e le periferie, nel quadro di un'urbanizzazione che tendeva già fortemente ad aprirsi: la Pacific Electric Railway, per esempio, collegava Los Angeles alla sua periferia; fondata nel 1892, la San Diego Electric Railway era il suo equivalente per l'agglomerato di San Diego.

#### Monopolio delle compagnie ferroviarie e conflitti d'interesse

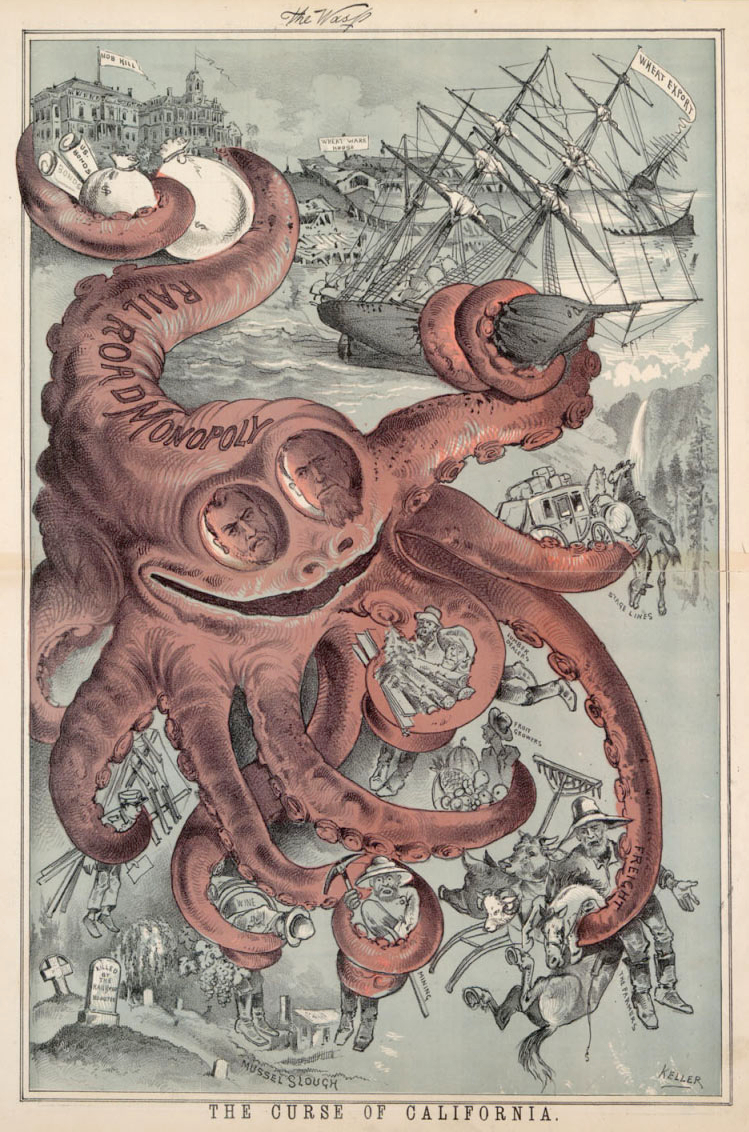
Caricatura del monopolio della Southern Pacific Railroad con le sembianze di una piovra

Tuttavia, questo sviluppo subì molte critiche: alla fine del secolo, molti californiani ritenevano che i Big Four fossero divenuti troppo ricchi e potenti e che corrompessero il governo. Numerose caricature rappresentavano le grandi compagnie ferroviarie con le sembianze di piovre che controllavano tutta l'economia e le ricchezze della California. Nel suo romanzo The Octopus: A Story of California, Frank Norris descriveva l'asservimento economico che impongono le compagnie - i cui dirigenti erano designati con il termine di « mostri » - agli agricoltori dello Stato, e criticava ferocemente le pratiche monopolistiche della Southern Pacific. In effetti, apparivano spesso dei problemi tra le ditte e gli abitanti, soprattutto per quanto riguarda la proprietà delle terre attraversate dalle linee, che portavano addirittura a persecuzioni giudiziarie, che si concludevano molto spesso a favore delle compagnie. Il romanzo di Norris si ispirava al tragico avvenimento che seguì uno di questi processi, l'11 maggio 1880, noto sotto il nome di « Mussel Slough Tragedy », che causò la morte di sei persone all'uscita di uno scontro armato tra coloni, alcuni impiegati delle ferrovie e alcune forze dell'ordine che avevano ricevuto l'ordine di espellere i primi.
Altra circostanza mal percepita dalla popolazione era il fatto che i direttori delle grandi compagnie avessero un'influenza politica notevole: Leland Stanford, per esempio, venne eletto nel dicembre del 1861 al posto di governatore dello Stato. Alcuni uomini politici e una parte dei californiani protestarono contro questo genere di pratiche: all'inizio del XX secolo, Hiram Johnson, un progressista, divenne il leader di questo movimento; una volta eletto governatore dal 1911 al 1917, mise in atto delle riforme e delle misure per lottare contro di esse. Giornalisti come William Randolph Hearst prendevano come bersaglio preferito la Southern Pacific durante i decenni successivi. Altro fatto rilevante, le frog wars: questi conflitti erano causati dall'incrocio di due linee guidate da due compagnie differenti, talvolta organizzato di proposito da una compagnia per ritardare la costruzione di una ferrovia da parte della sua avversaria. Possiamo citare l'esempio della Southern Pacific, che bloccava la progressione a ovest del cantiere della Sante Fe fino al settembre del 1882, finché un gruppo di cittadini infuriati costrinse la direzione ad abbandonare questo metodo. Così, le ferrovie hanno avuto un ruolo ambiguo nella storia dello Stato: hanno contribuito al suo sviluppo, alla sua ricchezza e hanno aumentato il numero della popolazione, ma d'altra parte sono state al centro di affari di corruzione e di conflitti imbarazzanti.

## XX secolo: tra grandi successi e problemi gravosi
L'avvenimento maggiore di inizio secolo fu il terremoto di San Francisco, che, nel 1906 distrusse gran parte della città e provocò la morte di 452 persone. La catastrofe ebbe un grande impatto sulla popolazione della città, ma anche su tutti i californiani, poiché le ricerche hanno mostrato che la faglia responsabile del sisma, la faglia di Sant'Andrea, passa anche vicino a Los Angeles. Questa scoperta ha avuto un forte impatto sull'atteggiamento della popolazione californiana: dopo le distruzioni del sisma del 1906, i californiani attendono un nuovo sisma di tale vigore: The Big One.

### Successi tecnologici e danni collaterali

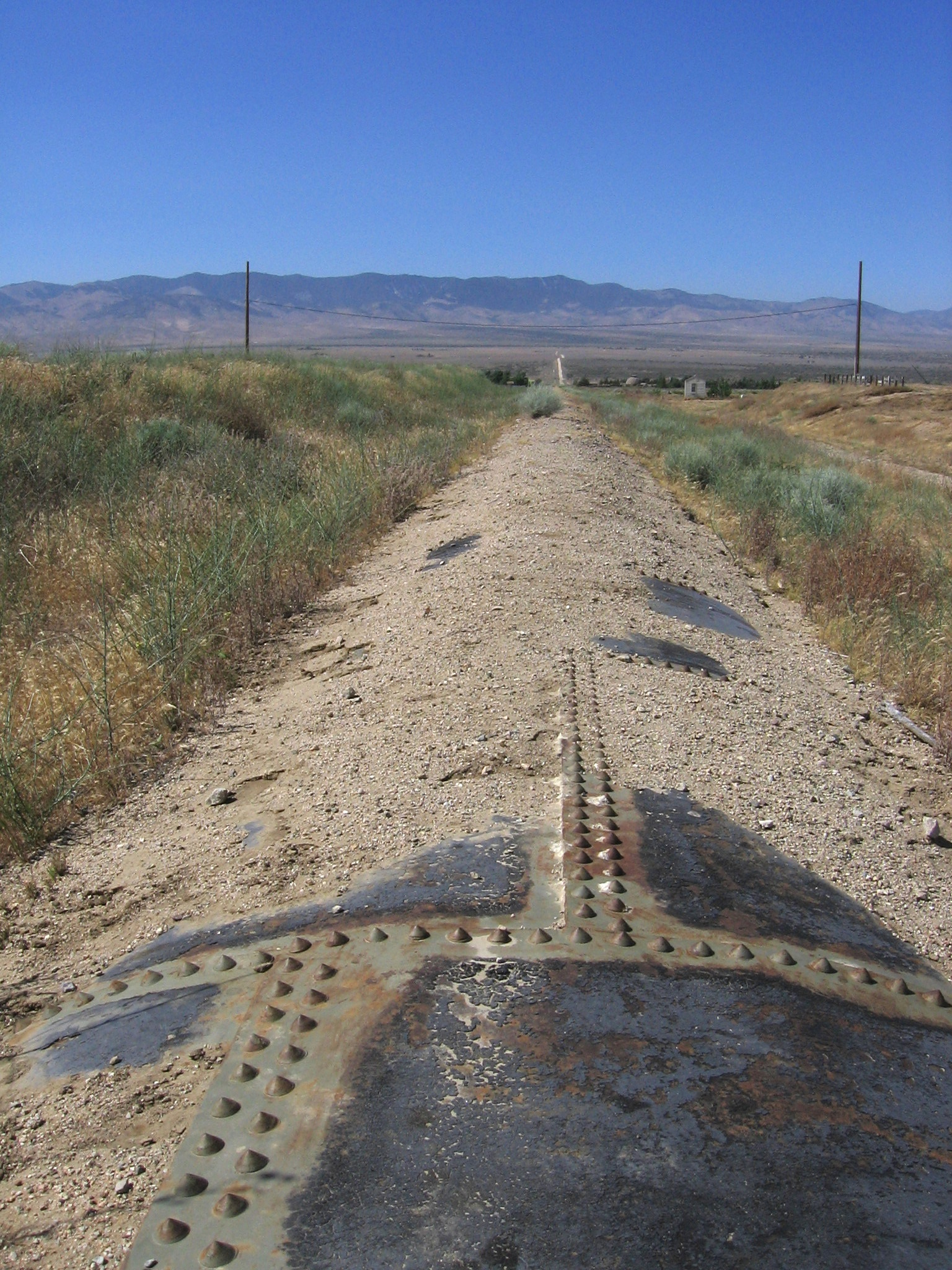
L'acquedotto di Los Angeles

Nel 1900, la California calcolava circa 1 500 000 abitanti; nel 1965, divenne lo Stato più popolato del paese. Diversi fattori permettono di spiegare il successo demografico, economico e culturale, che segnò la prima metà del secolo. Dal 1920, si scoprirono fonti di petrolio nello Stato, inizialmente nei pressi del Newhall, nel nord della contea di Los Angeles. Più tardi, se ne trovarono anche nella bassa Los Angeles e in altre regioni della California: rapidamente diventò l'industria più redditizia della California del Sud e attirò nuovi immigrati. I primi decenni del ventesimo secolo videro nascere anche le prime compagnie cinematografiche. Tra queste, la MGM, l'Universal e la Warner Brothers acquistarono terreni a Hollywood; questo piccolo quartiere di periferia di Los Angeles noto con il nome di Hollywoodland, diventerà pian piano il fulcro dell'industria cinematografica americana.
L'inizio del ventesimo secolo fu segnato anche da svariati successi tecnologici, tra cui la costruzione dell'acquedotto di Los Angeles, che prelevava l'acqua dall'Owens River e attraversava la California da est al deserto del Mojave all'Antelope Valley fino a portare l'acqua a Los Angeles, situata a sud. Opera di William Mulholland, viene tutt'oggi utilizzato. La sua storia è stata tuttavia movimentata: gli agricoltori della valle dell'Owens, che non approvavano il progetto perché avrebbe modificato il corso delle acque che utilizzavano per l'irrigazione, decisero di opporvisi, i più manifestando, ma altri anche utilizzando la forza: alcune parti dell'acquedotto furono fatte saltare in aria più volte con la dinamite, nel corso di alcuni avvenimenti raggruppati sotto il nome di California Water Wars. Nonostante ciò, la costruzione andò avanti; una volta terminata, dopo sei anni di lavoro, la valle dell'Owens, divenuta arida, non era più coltivabile. Inoltre, l'acquedotto Hetch Hetchy, che utilizza le acque del Tuolumne, edificato da O'Shaughnessy per servire San Francisco e la sua regione, e la costruzione di uno sbarramento, causarono l'inondazione della valle di Hetch Hetchy. In entrambi i casi, i lavori furono segnati da molte perdite di vite umane, da conflitti d'interesse, da questioni politico-finanziarie. Questi due giganteschi progetti rappresentano il successo ma anche i problemi che la California incontrerà lungo tutto il secolo e porranno il problema di conciliare le infrastrutture e gli sviluppi massicci necessari per l'afflusso di popolazione con la tutela dell'ambiente.

### L'emergere della potenza californiana

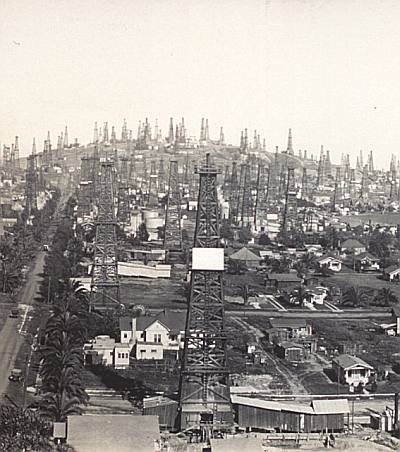
Una « foresta » di gru a petrolio a Signal Hill, vicino a Los Angeles

Altro avvenimento importante che segnò l'inizio del XX secolo fu il successo di una serie di uomini politici che, esaminando le differenze tra la legge spagnola e la « common law » anglosassone, riuscirono a ottenere per sé e per i propri clienti gli antichi territori spagnoli. Una conquista famosa fu quella della città di Anaheim, spartita e venduta ad alcuni tedeschi e a degli agricoltori americani. Numerosi altri terreni di questo genere furono protetti dai proprietari per un po' di tempo, come l'Irvine Ranch nella contea di Orange.
La Grande depressione colpì la California negli anni trenta. Il libro di John Steinbeck, Furore, descrive questa epoca, continuamente segnata, come alla fine del diciannovesimo secolo, dalla xenofobia e dal nativismo di una parte della popolazione, che influenzava il governo per rispedire centinaia di migliaia di messicani oltre la frontiera, responsabili secondo loro della crisi economica. Misure simili colpirono gli immigrati provenienti dalle Filippine. Allo stesso tempo la disoccupazione, nel 1931, colpì più di 700 000 persone, di cui metà nella sola Los Angeles; mentre la crisi favorì il declino dell'agricoltura, in particolar modo nella coltivazione degli agrumi. La crescita in California cominciò in seguito ad aumentare progressivamente, più velocemente che nel resto del Paese, soprattutto grazie all'agricoltura (nel 1941, la regione produceva il 90% di vino e uva, e veniva considerata il granaio dell'ovest americano) e alla nascita di industrie di difesa. Con il suo clima mediterraneo, la sua terra poco costosa e la sua grande varietà di paesaggi, attirava moltissimi americani, in particolar modo quelli del Midwest, ma il turismo all'interno dello Stato era ancora molto importante. Il turismo offriva un'occupazione, a metà del decennio, a circa 100 000 persone; più di un milione di turisti scoprono la California proprio in questi anni, a cavallo tra maggio e ottobre.

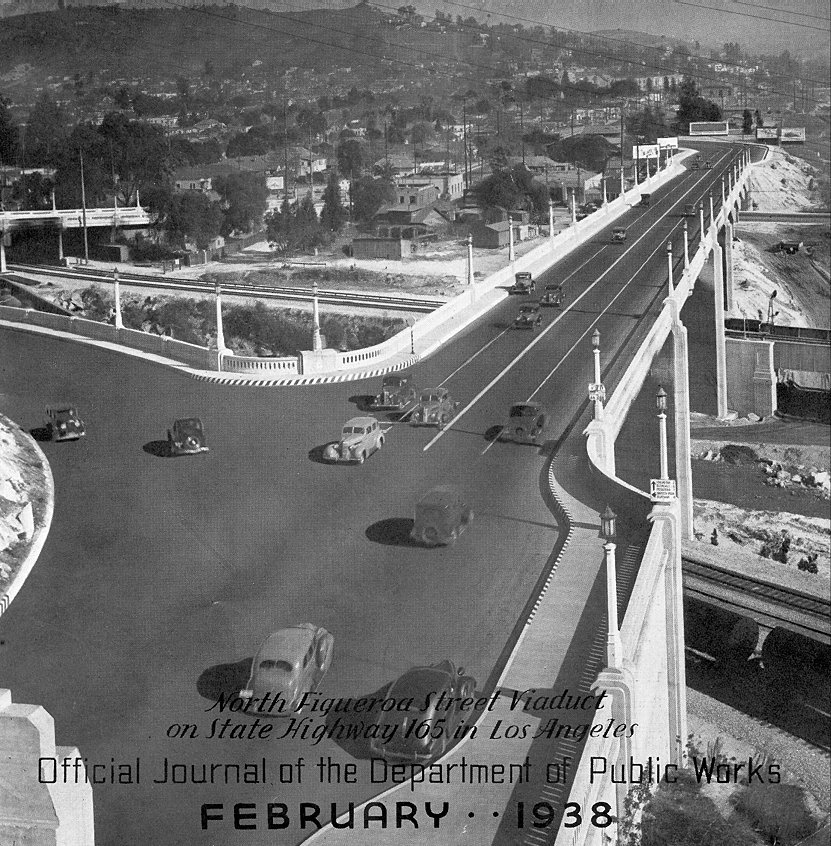
Il North Figueroa Bridge nel 1938

La Lincoln Highway, la prima strada transcontinentale d'America costruita per i veicoli a motore, terminata nel 1913, fu un fattore chiave dello sviluppo dell'industria e del turismo nello Stato: infatti, collegava New York a San Francisco; effetti simili seguirono la creazione della Route 66 nel 1926: nel 1940, l'automobile era diventata una componente essenziale e un vero e proprio simbolo della California; Los Angeles, dotandosi di semafori e costruendo molte delle prime autostrade, divenne lo Stato pioniere in questo campo e prefigurò l'importanza che acquisterà lo sviluppo dell'automobile, non soltanto nello Stato, ma in tutto il Paese.
All'inizio degli anni trenta il settore dello show-business aveva esteso il suo dominio sulla radio e, a metà del secolo, la California del sud era diventata uno dei fulcri della produzione televisiva: accoglieva numerosi canali e reti come la NBC e la CBS. Contemporaneamente si stava sviluppando l'industria del cinema: molti western dell'epoca venivano girati nella valle dell'Owens, a est della Sierra Nevada. I film che si svolgevano nel deserto venivano invece girati nella Valle della Morte e nel deserto del Mojave; i film sui pirati a Carmel; e quelli ambientati in inverno venivano girati nelle montagne di San Bernardino, oppure negli studi. Dopo la dichiarazione del Terzo Reich, numerosi artisti e intellettuali tedeschi si diressero a Hollywood; tra il 1933 e il 1941, tra le 200 000 persone che abbandonarono l'Austria e la Germania per gli Stati Uniti, più di 10 000 si diressero in California, e soprattutto a Los Angeles.

#### La California durante la seconda guerra mondiale

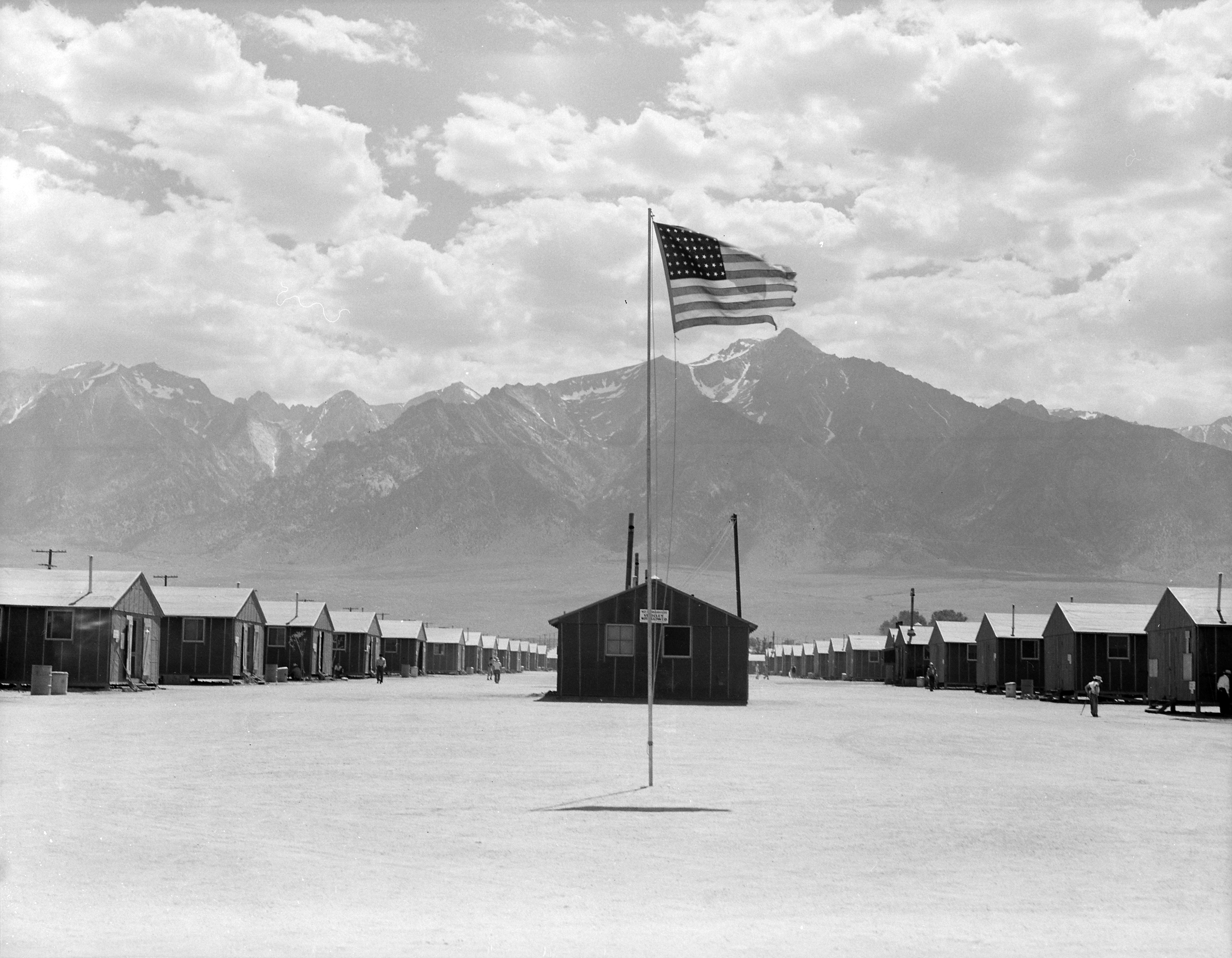
Fotografia del campo di Manzanar, dove sono stati detenuti alcuni giapponesi americani

L'attacco di Pearl Harbor segnò così profondamente i californiani che i giornali mantennero anche nei giorni successivi un sentimento di timore dovuto alla vicinanza con le isole Hawaii. La minaccia venne poi resa concreta da diversi attacchi dei sottomarini giapponesi che, nonostante la loro relativa inefficacia (come evidente nel naufragio del Montebello), contribuirono a instaurare un vero e proprio clima di terrore, che rafforzò l'allarme di attacco aereo, come per esempio quello del 25 febbraio 1942. L'entrata in guerra fu brutale; i cambiamenti che l'accompagnarono furono di una rapidità che sorprese la stessa popolazione: in appena sette mesi apparve a Sausalito il cantiere navale di Marinship. Molti californiani si offrirono volontari per partecipare a dei programmi civili di difesa. Allo stesso tempo, alimentato da alcune voci, aumentò il sospetto di incontro con i giapponesi, anche per quanto riguardava le comunità ben integrate; tale sospetto si ingrandì sempre di più finché, il 1º marzo 1942, secondo la proclamazione del generale DeWitt, venne stabilito di assegnare alle autorità il potere di arrestare sistematicamente i giapponesi, inclusi i giapponesi naturalizzati americani, e di rinchiuderli nei campi di detenzione come quelli del Manzanar e di Terminal Island, allo scopo di garantire la sicurezza dello Stato. Si sarebbe dovuto attendere la fine del conflitto affinché questi prigionieri, il cui numero superava le 110 000 persone nel paese, fossero liberati, secondo l'ordine del presidente Harry Truman.

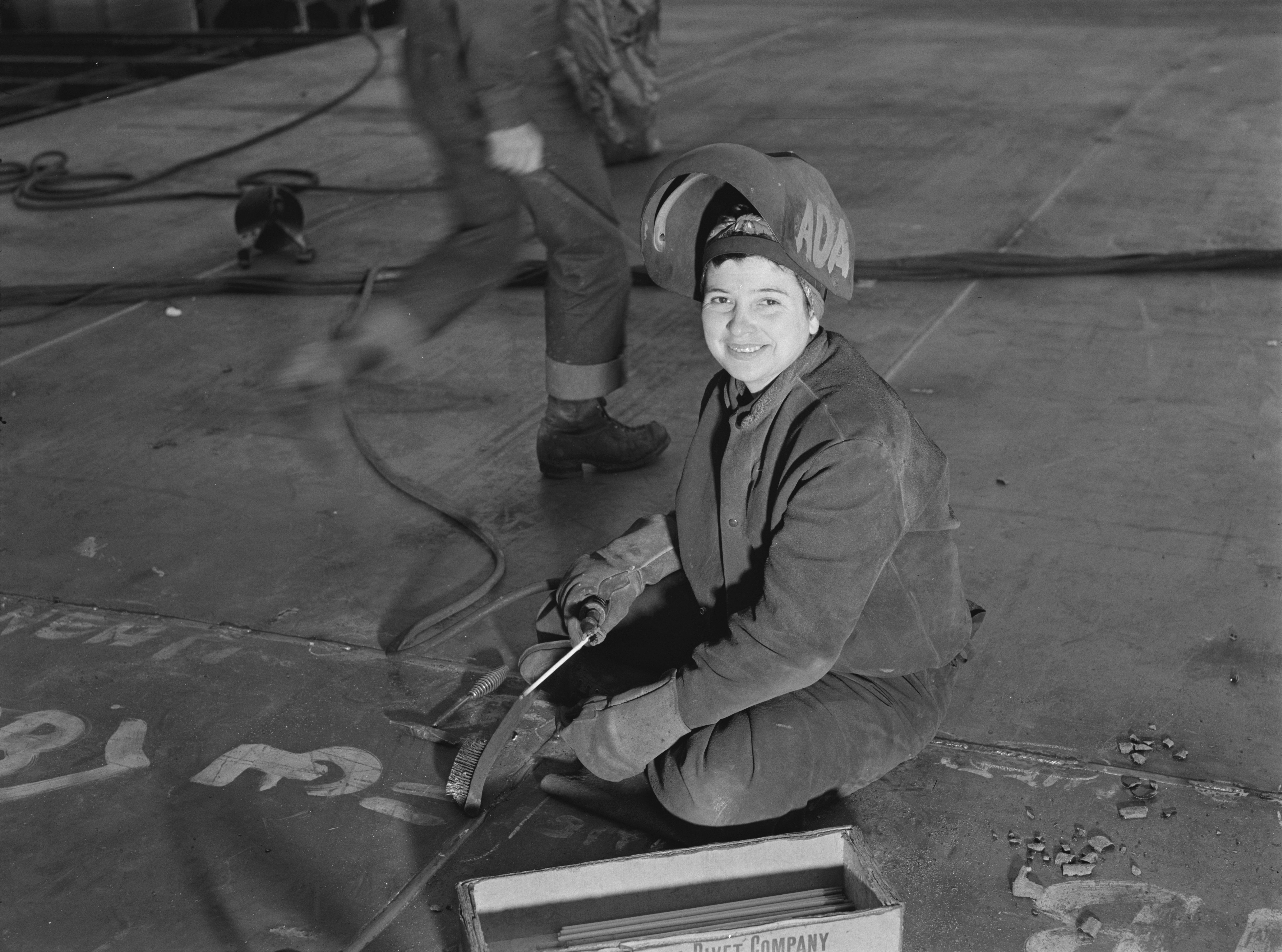
"Wendy the Welder" vive le fatiche della guerra al cantiere navale Kaiser di Richmond

Durante la Seconda guerra mondiale lo Stato cominciò a far notare la propria importanza all'interno del conflitto: vennero stabilite in California (soprattutto al sud) numerose basi di addestramento, tra cui l'industria aeronautica, che contava 300 000 lavoratori distribuiti in fabbriche come la Douglas Aircraft Company o la Lockheed, era la prima del paese.
San Diego, Long Beach e la baia di San Francisco, chi divenne nel 1943 il centro di comando e il porto principale d'imbarco e rifornimento della costa del Pacifico, accoglievano la maggior parte dei cantieri navali del paese. Le Liberty ship e le Victory ship venivano prodotte in massa e anche molto rapidamente (una Liberty ship è stata anche costruita in cinque giorni), nei cantieri di Richmond facenti parte dei Kaiser Shipyards: 747 imbarcazioni in totale, uno sforzo mai eguagliato nella storia;
la popolazione della città passò da 20 000 a più di 100 000 abitanti, dei quali la maggior parte erano impiegati dai cantieri navali; in tutto, tra il 1940 e il 1945 500 000 persone si trasferirono nella baia di San Francisco. Questi massicci arrivi necessitavano di uno sforzo importante da parte delle agenzie federali: per la sola regione di Oakland, fecero costruire più di 30 000 alloggi pubblici destinati ad accogliere circa 90 000 lavoratori con le loro famiglie. La necessità di manodopera fece in modo che le donne e le persone di colore potessero accedere a dei mestieri che gli erano stati fino a quel momento rifiutati. Attirati dagli alti salari e pensando che la California fosse al riparo dal razzismo, numerose popolazioni di colore raggiunsero lo Stato, soprattutto a partire dal 1942: da 124 000 nel 1940, la popolazione di colore passò a 462 000 nel 1950, che si trasferirono soprattutto nelle zone urbane come Watts, Los Angeles e Richmond vicino a San Francisco; per la maggior parte di loro il tenore di vita aumentò, ma molti restarono oggetto di pregiudizi razziali che causarono un sentimento di frustrazione: nel 1941, i lavoratori di colore non venivano accettati nelle fabbriche, oppure erano relegati ai lavori meno qualificati; la situazione ebbe tuttavia un'evoluzione a partire dall'anno seguente, anche se le difficoltà persistevano, per esempio sotto il profilo abitativo.
Durante la guerra, il settore della fabbricazione ha visto la sua economia più che raddoppiare e i guadagni personali almeno triplicare. L'esercito era onnipresente nello Stato; i vasti deserti e le terre aride del Sud furono utilizzati per l'addestramento di più di 1 000 000 di uomini. San Francisco era considerata come la migliore città della costa dove passare il periodo di licenza e numerosi soldati si ripromisero di andare a vivere in California una volta terminato il conflitto.

### L'epoca del baby boom

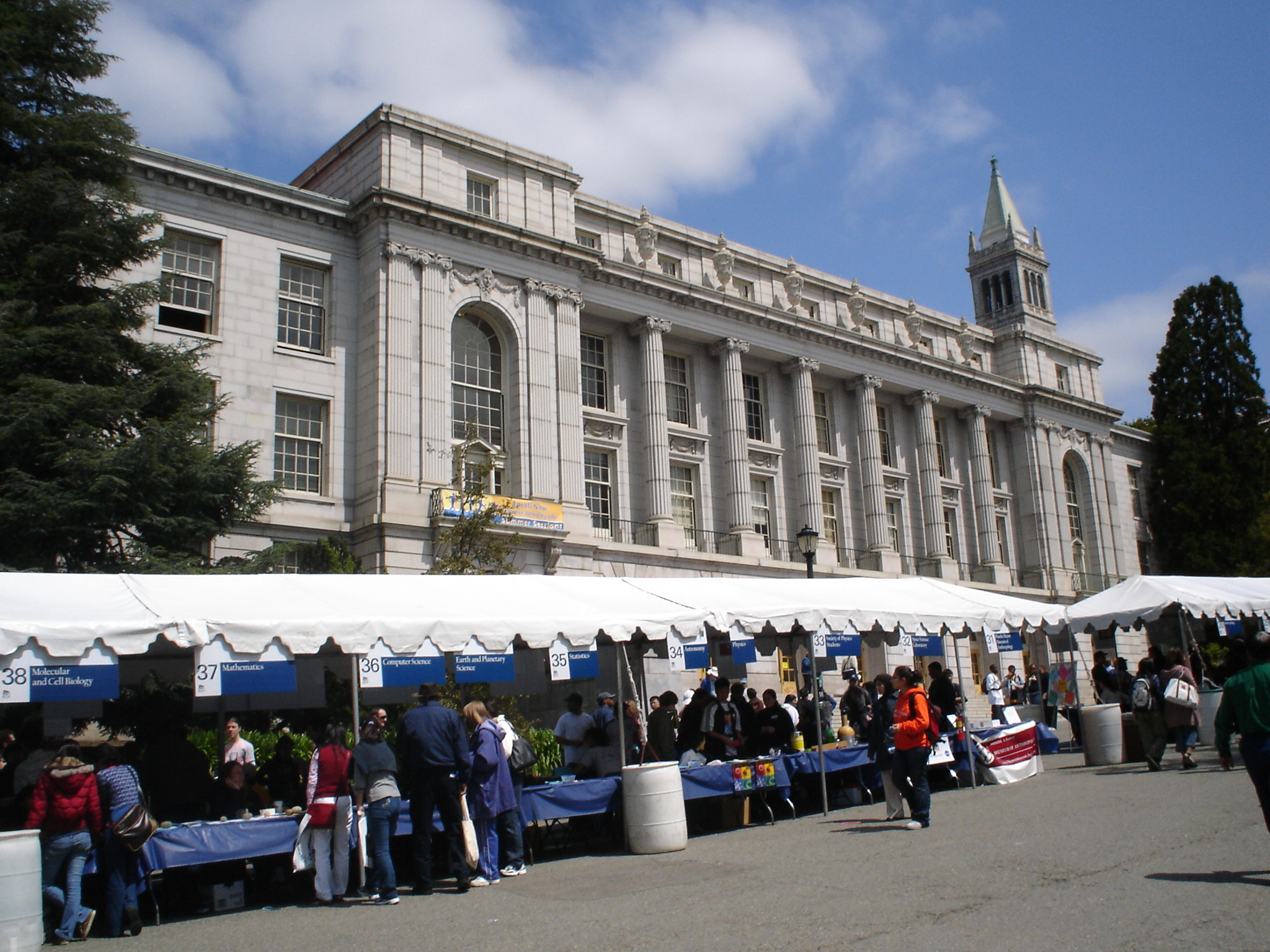
Campus dell'Università di Berkeley

Dopo la guerra, l'industria immobiliare sostituì quelle petrolifere e quelle agricole in qualità di campo in maggiore attività nella California del Sud. Lo Stato si modernizzò e la sua economia si sviluppò: a Los Angeles, venne terminata nel 1953 la prima autostrada dell'intero ovest americano, la 110 Freeway, mentre nel 1955, a Anaheim aprì i battenti Disneyland. Tuttavia si trattava anche di un periodo di tensione: nel 1965 esplosero dei scontri razziali a Watts, nel quartiere di Los Angeles chiamato South Central; furono uccise 34 persone e più di un migliaio rimasero ferite.
La popolazione californiana aumentò rapidamente, fino a raggiungere i 20 000 000 di abitanti nel 1970, finché la nuova generazione esplose nel baby boom. Alla fine degli anni sessanta, la popolazione si opponeva alla guerra del Vietnam con numerosi scioperi e manifestazioni, in particolar modo nel famoso campus di Berkeley dell'Università della California, dove, il 15 maggio 1969, uno scontro che si svolse tra gli impiegati della California Highway Patrol e dei manifestanti nelle vicinanze del People's Park provocò una vittima e centinaia di feriti. Erano in molti a presagire una vera e propria rivoluzione, ma il governo federale promise l'abbandono della guerra, cosa che si verificò nel 1974.
La California rappresentava in questo periodo l'immagine di uno Stato dove la vita era facile e il clima paradisiaco. Le canzoni più popolari dell'epoca avevano titoli com California Dreamin, If You're Going to San Francisco, Do You Know the Way to San José e Hotel California, mentre sbocciava la cultura del surf. La California assistette anche alla nascita del movimento hippie. Nel 1967 questa tendenza raggiunse il suo parossismo: era la Summer of Love nel quartiere di Haight-Ashbury a San Francisco.

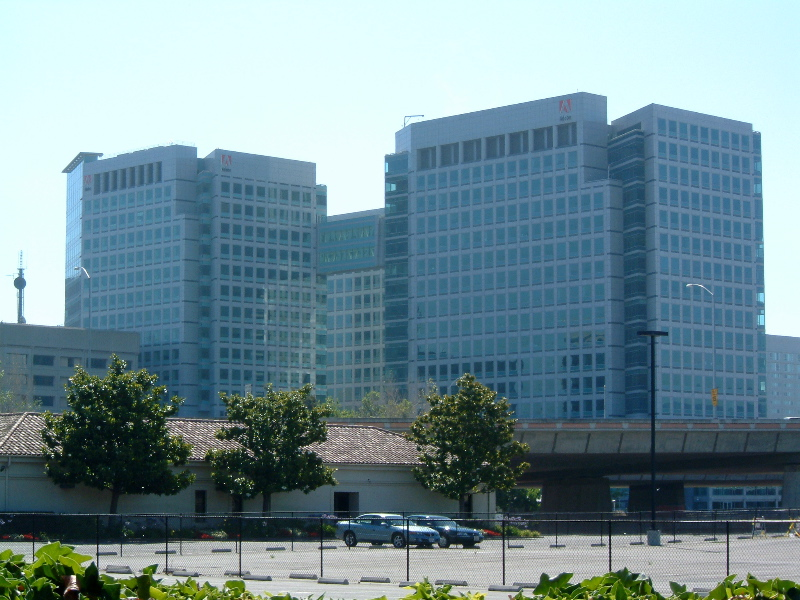
La sede sociale dell'Adobe a San José, nella Silicon Valley

Nella stessa epoca, il « Golden State » assistette a un'espansione commerciale e industriale senza precedenti. L'adozione di un Master Plan for Higher Education nel 1960 permise lo sviluppo di un sistema di educazione pubblica molto efficace grazie all'Università della California. Con questa creazione, la California attirò gli investitori, in particolar modo nei settori legati all'alta tecnologia.
Negli anni cinquanta, le compagnie di alta tecnologia della California del nord cominciano a intraprendere una crescita spettacolare. I prodotti principali erano personal computer, videogiochi e sistemi di rete. La maggior parte di queste compagnie si stabilì nella Silicon Valley, situata nella valle di Santa Clarita, a sud della baia di San Francisco. Verso la fine del secolo, tuttavia, gli esperti ritengono che ci fossero molte più persone ad abbandonare la valle per l'India piuttosto che persone che vi si recassero.
Prima degli anni sessanta, il sistema legale della California era celebre per la sua indole incoerente, repressiva e arretrata nelle sue leggi, e per i suoi decorsi di giustizia caotici e disorganizzati. Durante questo decennio, sotto la guida del capo di giustizia Roger J. Traynor, la California divenne liberale e progressista, e la Corte suprema dello Stato, una delle più prestigiose del paese. Era nota per le sue numerose innovazioni, in particolar modo nel campo del diritto di famiglia. Tutti questi elementi fecero in modo che la California fosse riconosciuta nel 1980 come l'ottava economia più florida del mondo.

### Vittima del proprio successo

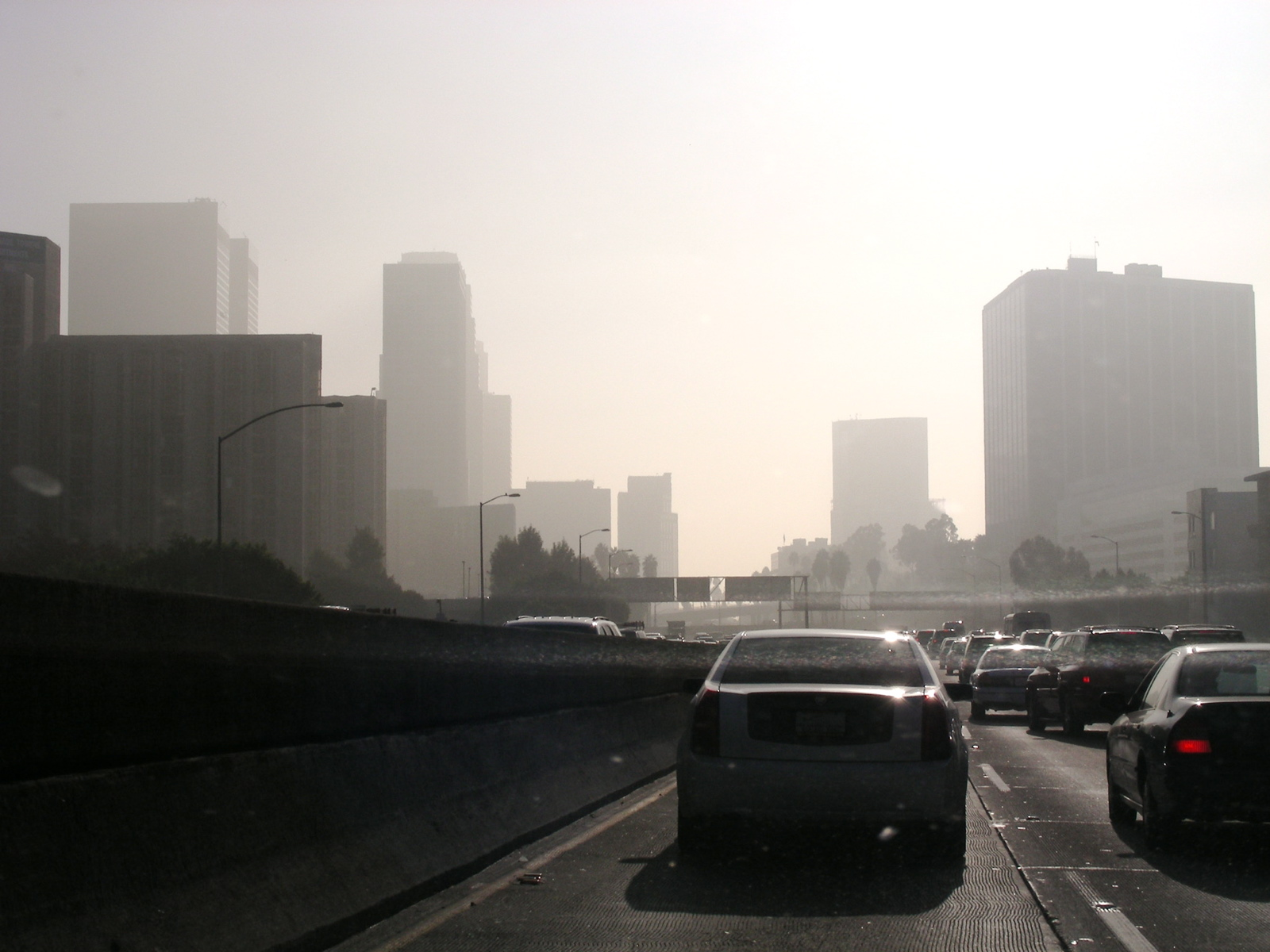
Il fenomeno dello smog a Los Angeles

Furono necessari milioni di lavoratori per garantire tutti questi numerosi progressi e per non rischiare che il vertiginoso aumento della popolazione causasse dei problemi, come la distribuzione urbana, il traffico automobilistico, l'inquinamento e la criminalità.
I governi delle città e delle contee avevano l'obbligo di limitare la costruzione al di là di certi confini, cosa che riduceva la grandezza degli spazi adibiti all'edificazione di case o altro. Vennero creati a più riprese degli Open Space Districts in modo da preservare i territori allo stato naturale. Ad esempio, nella regione della baia di San Francisco, gli spazi che non si sviluppavano in modo permanente permisero la creazione di grandi parchi naturali.
L'inquinamento e lo smog che si svilupparono rapidamente a partire dai primi anni settanta furono un altro dei problemi difficili da gestire. Le scuole vennero chiuse nelle aree urbane in occasione di uno smog day, ossia un giorno in cui l'inquinamento era tale che perfino uscire di casa risultava pericoloso per la salute, a causa del livello di ozono presente nell'aria. Comprendendo la necessità di bloccare l'inquinamento, la popolazione fu pronta a cambiare le proprie abitudini. Durante i trent'anni successivi, lo Stato mise in atto una norma tra le più restrittive degli Stati Uniti per quanto riguarda l'inquinamento e lo smog e favorì le strategie anti-inquinamento nelle varie industrie, tra cui quella automobilistica. Il risultato fu un calo significativo dello smog, nonostante fosse ancora presente in diversi periodi dell'anno e in diverse regioni.
Sebbene l'inquinamento dell'aria fosse stato ridotto grazie alle nuove norme, i problemi associati alla salute continuarono ad aumentare. La maggior parte dei californiani che risiedevano nei grandi centri urbani svilupparono allergie respiratorie e l'asma era molto diffusa. L'inquinamento dell'acqua cominciò a uccidere gli organismi marini che vivevano nelle vicinanze delle coste. L'avvelenamento delle acque causava comportamenti anomali anche nei volatili, nel caso in cui questi si nutrissero di alghe oppure di molluschi contenenti, ad esempio, acido domoico, una neurotossina. Nel 1961, migliaia di volatili contaminati avevano invaso il nord dello Stato; e, nel giugno 2006, ne erano stati calcolati diverse decine di casi.
Nel corso del XX secolo, il volto stesso della California ha subito profonde trasformazioni: alcuni laghi sono scomparsi oppure si sono notevolmente ridotti per via delle varie ristrutturazioni; alcuni corsi d'acqua come il Los Angeles River hanno subito una seria urbanizzazione (le rive del fiume sono state cosparse di cemento per un'ampia parte del suo corso). La rivolta di Los Angeles è stato soltanto uno degli esempi dei principali problemi sociali della California, insieme alle tensioni razziste e all'immigrazione.

## XXI secolo

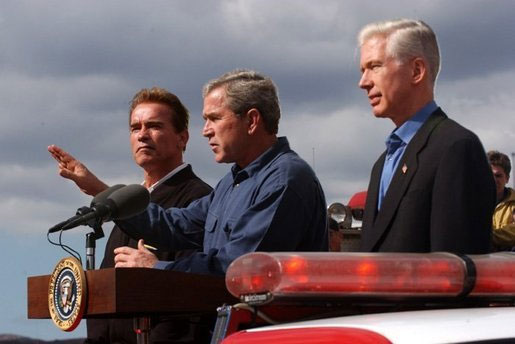
Arnold Schwarzenegger (a sinistra), Gray Davis, il governatore uscente, (a destra) e George W. Bush

Il XXI secolo si apre con una crisi nel campo dell'elettricità, a seguito dei cattivi risultati di una semi-deregolamenteazione del mercato dell'elettricità nello Stato. Questa crisi energetica è dovuta ai costi estremamente cari e ai continui guasti di corrente nel periodo a cavallo tra il giugno del 2000 e la metà del 2001: il 14 giugno 2000, 97 000 consumatori sono colpiti nella baia di San Francisco durante una canicola; il 19 e il 20 marzo 2001, rimangono colpite 1 500 000 di persone. Il 17 gennaio 2001 il governatore democratico Gray Davis dichiara lo stato di allerta, che verrà tolto solo il 13 novembre 2003. Davis, governatore dal 4 gennaio 1999, si candida per un secondo mandato nel 2002 e strappa la nomina a Bill Simon con il 47,4% dei voti, nonostante la sua popolarità fosse scesa durante la crisi dell'elettricità. Tuttavia, terminate le elezioni, Davis viene accusato di aver nascosto un deficit del budget di 34 600 000 000 di dollari. L'unione di questi due avvenimenti lo rende molto impopolare, e circa 2 000 000 di californiani firmano delle petizioni che richiedono di ripetere le elezioni, questa volta a sfavore di Davis. 135 candidati si presentano per sostituire il governatore. Il 7 ottobre 2003, nella prima fase delle elezioni, il 55,4% dei voti sono favorevoli alla cacciata di Davis. La seconda fase è caratterizzata dall'elezione del repubblicano Arnold Schwarzenegger con il 48,6% dei voti. Entrato in carica il 17 novembre 2003, viene rieletto per un secondo mandato il 7 novembre 2006 con il 55,8%.

### I mandati di Schwarzenegger
Schwarzenegger fa della lotta contro il surriscaldamento del pianeta l'elemento centrale della sua politica, che si distingue da quella di Bush. Così, nel 2006, lo Stato della California vota una legge, il Global Warming Solution Act, il cui scopo è quello di limitare le emissioni di gas serra. È la prima volta che un paese degli Stati Uniti prende una decisione del genere, nonostante lo Stato federale non accetti il protocollo di Kyoto. Il governatore intraprende diversi viaggi ufficiali - in Messico nel 2006, in Canada e in Europa nel 2007 - durante i quali elabora delle collaborazioni per quanto riguarda la riduzione dei gas serra e vengono firmati alcuni accordi commerciali. Posiziona la California in testa al dibattito climatico nell'America del Nord creando, il 26 febbraio, l'Iniziativa degli Stati dell'Ovest, che raduna l'Arizona, la Columbia Britannica, il Manitoba, il Nuovo Messico, lo Utah e lo Stato di Washington in un programma regionale.
In questi ultimi anni, la California è stata segnata da importanti e distruttivi fenomeni climatici, tra cui ondate di freddo come quella del gennaio del 2007 e soprattutto numerosi incendi devastanti, ad esempio nell'ottobre del 2007, nell'estate del 2008 e in quella del 2009, che hanno causato considerevoli danni e che hanno deteriorato la qualità dell'aria nelle regioni colpite. La California è stata colpita anche dalla crisi economica del 2008-2009; la disoccupazione, nel mese di luglio del 2009 ha raggiunto un tasso record dalla seconda guerra mondiale (11,9% contro il 7,3% del luglio 2008); inoltre lo Stato ha subito, per quanto riguarda il deficit, una crisi del budget importante, che ha ricevuto come risposta molti tagli del budget stesso e delle iniziative controverse, come il Marijuana Control, Regulation, and Education Act, proposta di legge che potrebbe legalizzare e regolare la vendita della cannabis nello Stato.